# Relaciones exteriores de Colombia
Las relaciones exteriores de Colombia son funciones del presidente de Colombia como jefe de Estado, que son delegadas al Ministerio de Relaciones Exteriores de Colombia o Cancillería, y del Ministerio de Comercio, Industria y Turismo de Colombia. La Cancillería administra las misiones diplomáticas a otros países y representaciones ante organismos multilaterales y el Ministerio de Comercio, Industria y Turismo de Colombia controla la política comercial.
Desde 2008, el Ministerio de Comercio, Industria y Turismo de Colombia ha alcanzado o fortalecido acuerdos comerciales bilaterales con Corea del Sur, Japón y China fortaleciendo el intercambio comercial y el desarrollo en la cuenca del Pacífico.
Las relaciones regionales también han mejorado enormemente bajo la administración Santos (2010-2018). Sin embargo, persisten problemas con respecto a la propagación del grupo terrorista de izquierda FARC, su expulsión de sus escondites en áreas rurales de Colombia y su búsqueda de refugios seguros en áreas no controladas de los estados fronterizos. El número de las FARC ha disminuido significativamente en la última década, a un estimado de 5.000 a 7.000. Y si bien la colaboración militar conjunta ha aumentado constantemente con los países fronterizos de Brasil, Panamá, Perú y Venezuela, ha habido tensiones entre Colombia y Ecuador respecto al tema. En 2002, el gobierno ecuatoriano cerró su principal cruce fronterizo con Colombia, restringiendo sus horarios de operación. Ecuador continúa expresando su preocupación por la afluencia de emigrantes derivada de la actividad guerrillera en sus fronteras. Sin embargo, desde entonces ha surgido evidencia que sugiere que un número significativo de soldados de infantería de las FARC en y alrededor de la frontera entre Colombia y Ecuador están formados por emigrantes ecuatorianos que se unieron al grupo terrorista de izquierda por necesidad. Los emigrados ecuatorianos que regresan se han enfrentado a restricciones de reingreso.
En 2012, las relaciones con Nicaragua y Venezuela se pusieron a prueba por disputas territoriales insulares. Varios comités bilaterales negocian la disputa con Venezuela por aguas en el Golfo de Venezuela.

## Historia
La historia de las relaciones internacionales de Colombia inicia en el momento de su independencia, cuando en 1819 decide, junto con las actuales Ecuador, Panamá y Venezuela, formar la Gran Colombia; que posteriormente se separarían Venezuela, en 1829, y Ecuador, en 1830. Durante la existencia de la Gran Colombia, estos cuatro países se enfrentaron en una guerra con la recién nación independiente de Perú. Además, con la independencia, Colombia rompe relaciones con Madrid y, las establece con Londres y París.

### República de la Nueva Granada

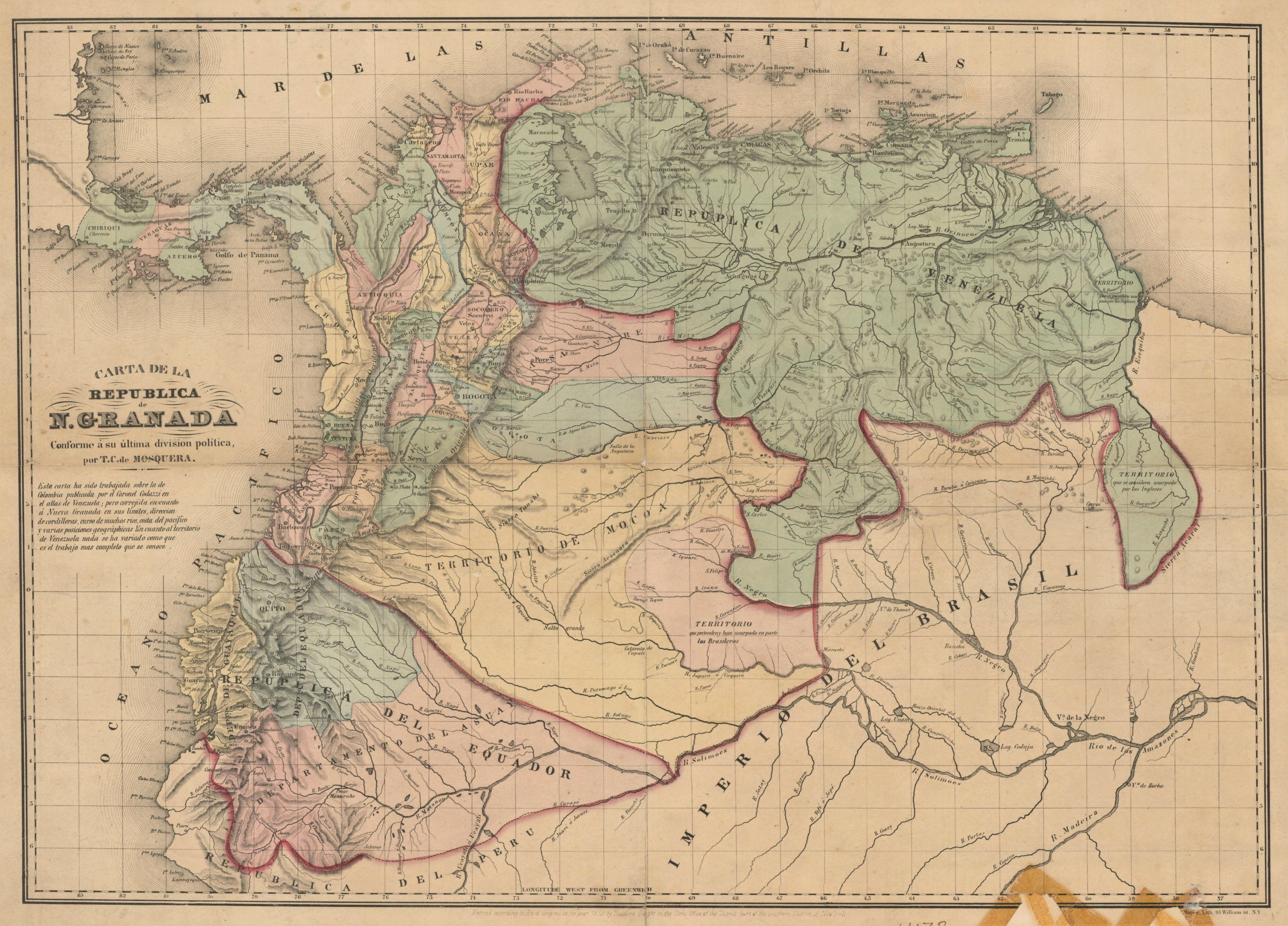
Nueva Granada, Ecuador y Venezuela en 1852.

Después de la disolución de esta federación, Colombia pasó a llamarse la República de la Nueva Granada. Con el fin de la Gran Colombia, en 1832, las recientes creadas naciones de la Nueva Granada y Ecuador entran en una guerra por las provincias de Pasto, Popayán y Buenaventura. Estas provincias volverían a las manos de la Nueva Granada después de finalizado este conflicto con el Tratado de Pasto, el cual establece al río Carchi como frontera entre ambas naciones. También, en 1833 Colombia y Venezuela firman el Tratado Michelena-Pombo, que definía las fronteras desde La Guajira hasta el río Orinoco, pero, la falta de definición en la península de La Guajira impidió la ratificación por parte de Venezuela. El siguiente incidente con Ecuador se presentaría en la Guerra de los Supremos, cuando el entonces Secretario de Guerra y Marina Tomas Cipriano de Mosquera le solicitó ayuda al presidente ecuatoriano de ese momento, Juan José Flores; esto ayudó a la recuperación del sur del país y posterior victoria del gobierno ante la insurgente de los supremos. Durante este periodo también se firmó el Tratado Mallarino-Bidlack con Estados Unidos en 1846, el cual, a pesar de reconocer la soberanía de Colombia sobre Panamá, enmarcaba los intereses de este país sobre el ístmo. Ese mismo año, Colombia y Estados Unidos firman el Tratado de Paz, Amistad, Navegación y Comercio con Estados Unidos. Anterior a esto, entre 1840 y 1841, Panamá se auto declaró como Estados Libre, pero prontamente se reunificó con la Nueva Granada.

### Confederación Granadina
Durante la existencia de la Confederación Granadina, Colombia se vio inmiscuida en dos asuntos de conflicto con Ecuador en Tulcán, en 1862, y Cuaspud, en 1863; ambos fueron ganados por el primero.

### Estados Unidos de Colombia

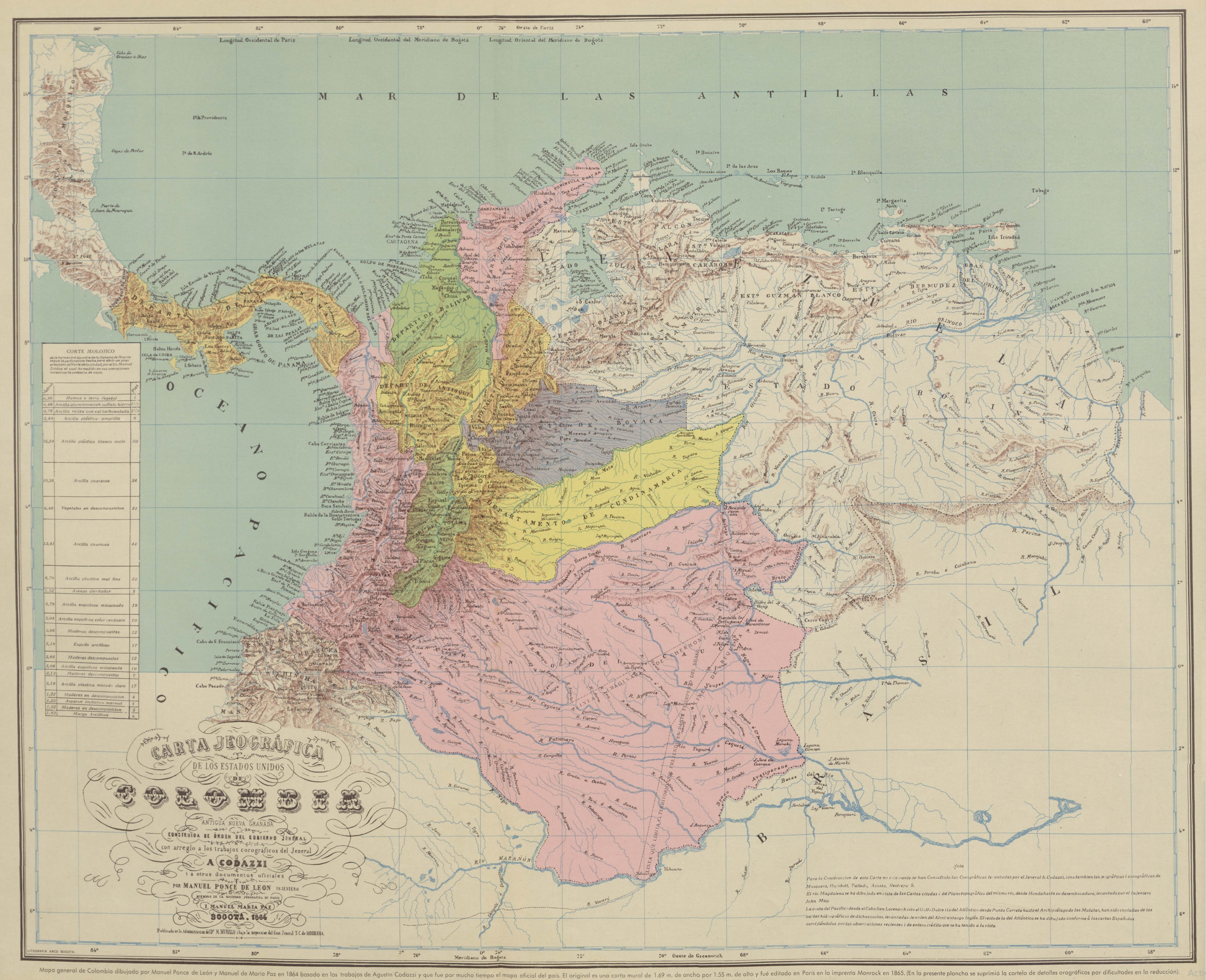
Estados Unidos de Colombia en 1864.

En 1863 se da inicio de los Estados Unidos de Colombia. En 1876 se le concede a Ferdinand Lesseps la construcción del Canal de Panamá. Acto seguido, este proyecto pasaría a manos de los estadounidenses. En 1882, para poner fin a la guerra del Pacífico, Colombia organizó la Conferencia Iberoamericana en Panamá. En 1886, en pleno proceso de La Regeneración, determina con los Estados Unidos de Colombia e inicia la República de Colombia.
Durante esta época, es recordado también un episodio de cooperación diplomática entre Colombia y Paraguay en el marco de la guerra de la Triple Alianza. En América del Sur, los Estados Unidos de Colombia fue el único Estado que proporcionó una suerte de apoyo al Estado paraguayo, demostrado en cuestiones diplomáticas y en buenos oficios y mediación.

#### Antecedentes
Desde el año 1861 se venía hablando de soberanía en el territorio colombiano. El Pacto de la Unión, celebrado el 20 de septiembre de 1861 establece en su artículo primero los conceptos de “soberanía” e “independencia” para los Estados recién creados y sus autonomías, además de las obligaciones que tienen con los demás Estados de la Unión de ayuda y socorro mutuo en caso de guerra ya sea viniendo de otro país o de otro Estado de la unión
Años más tarde, en 1864, se lleva a cabo una conferencia en la ciudad de Lima para crear una nueva política exterior latinoamericana. Aunque la idea se venía fraguando desde 1857, en gran parte gracias a la acción del canciller de la Nueva Granada Lino de Pombo, solo hasta el mencionado año se pudo llevar a cabo. El propósito de esta conferencia eran los siguientes: “declaratoria de la unión que de hecho existía entre los pueblos americanos, celebración de una convención sobre correos, intercambio de informaciones estadísticas, arreglo de límites territoriales, sustitución de la guerra por el arbitraje y salvaguardia de la independencia y paz de los Estados americanos”
A través de su canciller, Antonio María Pradilla Rueda, la posición de Colombia sobre los puntos a tratar eran bastante similares haciendo especial hincapié en la cuestión de la independencia, autonomía, paz y libertad:

“2) reconocimiento de los nuevos gobiernos que se establezcan, siguiendo el principio de soberanía popular explícita, y aun implícitamente manifiesta por la desaparición de toda resistencia interior en la lucha y de toda presión proveniente de fuerzas extranjeras; 3) el empleo del arbitraje para dirimir las controversias (…) 5) declaratoria de la unidad de las naciones hispanoamericanas dentro de la autonomía acordada a cada una de ellas en sus asuntos interiores y exteriores”

A dicha conferencia asistieron las repúblicas de Argentina, Bolivia, Colombia, Chile, Ecuador, Guatemala, Perú y Venezuela, sin embargo se vio frustrado por la guerra entre Perú y España y su resultado fue más bien bastante pobre; ni Argentina ni Guatemala firmaron ni los acuerdos resultantes fueron ratificados por ninguna de las naciones participantes.
Al año siguiente la cuestión de la libertad y determinación política vuelve a aparecer en el lenguaje colombiano, esta vez gracias a Manuel Murillo Toro y es donde se explica el fondo del concepto de libertad y autonomía, al abstenerse públicamente de reconocer el Segundo Imperio Mexicano:

“la opinión general de América y especialmente de nosotros, es que el régimen republicano es base indeclinable de la civilización de estas regiones, por razón de las condiciones de su sociabilidad actual; pero no es la sustitución del Imperio a aquel régimen lo que ha lastimado y alarmado a la fraternidad americana, sino la violación del principio de independencia por intervención de un poder extraño en la libre disposición de los destinos de un pueblo que había, como nosotros, conquistado su autonomía y puéstola bajo la salvaguardia del derecho público universal”.

Con lo anterior, se pone en evidencia el lenguaje de independencia y autonomía que venía desarrollando el gobierno de los Estados Unidos de Colombia. La proclamación de la Constitución de Rionegro pone en evidencia aquella aspiración de independencia, y autonomía pero a la vez de paz, unión y respaldo mutuo de los diferentes Estados de la unión, que, gracias al “pensamiento bolivariano”  del General Mosquera, puede dar a entender que esos mismos deseos que se tienen para la unión de los Estados Unidos de Colombia, se trasladen hacia el continente hispanoamericano.
En el artículo 17 numeral 1 de la Constitución de Rionegro, se establece específicamente el objetivo primordial de las relaciones exteriores el cual será “el derecho a declarar y dirigir la guerra y hacer la paz”  además de expresar una idea de unión y comunidad entre la unión y los demás Estados hispanoamericanos al mencionar en su artículo 31, sobre los aspectos de la nacionalidad, que “son colombianos: (…) 4) los nacidos en cualquiera de las repúblicas hispanoamericanas, siempre que hayan fijado su residencia en el territorio de la Unión y declarado ante la autoridad competente que quieren ser colombianos”. Lo anterior no debe ser confundido con el proceso de Naturalización, pues en el numeral anterior del mismo artículo se expresa dicho proceso: “3) los extranjeros que hayan obtenido su carta de naturaleza”, dando a entender que un hispanoamericano no es visto como un “extranjero” que necesite ser “naturalizado” sino como un colombiano en potencia, situación compartida únicamente con Venezuela.

#### Guerra de la Triple Alianza
Durante esta guerra, Colombia ofreció un apoyo que ha sido calificado de tipo “moral”. Sus ideales de libertad, autonomía en independencia eraguay, la Unión “se dirigió a los Aliados por nota del 2 de diciembre de 1866” expresando el interés no solo de ofrecer buenos oficios sino por ir en contra de los valores e ideales anteriormente mencionados y estableciendo el “rechazo de la intervención con miras a coartar la soberanía de otros Estados”.
Sin embargo, debido a la reticencia por parte de la coalición aliada, la Cámara de Representantes envía el 31 de marzo de 1869 una nueva nota con su posición, esta vez directamente al Paraguay:

“La Cámara de Representantes de los EE.UU de Colombia admira el glorioso patriotismo, la inquebrantable constancia y el indómito valor con que la República del Paraguay defiendo años a su soberanía, independencia y libertad y con ella la gran causa americana y presenta por ella el testimonio de sus simpatías a dicha noblísima República. Transcríbase esta proposición al Poder Ejecutivo para que sirva comunicarla a su Excmo. Mariscal Don Francisco Solano López, Presidente del Paraguay”

La misiva fue criticada por el Brasil al ”considerar que con tal acto Colombia había abandonado la neutralidad declarada en la guerra y había tomado parte por uno de los beligerantes”, mientras que el expresidente de Argentina, Bartolomé Mitre, lo calificó como “una canallada”.
Finalizada la guerra el Congreso de Colombia radicó el Decreto / Ley 78 de 1870 para honrar al pueblo paraguayo y nuevamente demostrar apoyo y solidaridad, el cual es transcrito a continuación:

“Ley 78 de 1870

(28 de junio)
Decreto en honor del pueblo paraguayo i de la memoria de su Presidente Mariscal Francisco Solano López” 
EL CONGRESO DE LOS ESTADOS UNIDOS DE COLOMBIA, DECRETA:
Artículo Primero. - El Congreso de Colombia admira la resistencia patriótica i heroica opuesta por el pueblo de Paraguay a los aliados que combinaron sus fuerzas i recursos poderosos para avasallar a esa República, débil por el número de sus ciudadanos y por la extensión de sus elementos materiales; pero tan respetable por el vigor de su sentimiento i acción, que todo lo que hay de noble en el mundo contempla su grandeza, lamenta su desgracia i le ofrenda vivas simpatías.
Artículo Segundo. - El Congreso de Colombia participa del dolor que en los paraguayos amigos de su patria, ha producido la muerte del Mariscal Francisco Solano López, cuyo valor i perseverancia indomable, puestos al servicio de la Independencia del Paraguay, le han dado lugar distinguido entre los héroes, y hacen su memoria digna de ser recomendada a las generaciones futuras.
Dado en Bogotá a veintisiete de junio de mil ochocientos setenta.
El Presidente del Senado de Plenipotenciarios
Aníbal Correa
El Presidente de la Cámara de Representantes,
J. Del C. Rodríguez.
El Secretario del Senado de Plenipotenciarios
Eustasio de la Torre N.
El Secretario de la Cámara de Representantes
Jorge Isaacs
Bogotá 28 de junio de 1870
Publíquese y Ejecútese
(L.S.) Eustorgio Salgar

El Secretario de lo Interior y Relaciones Exteriores, Felipe Zapata”

De igual manera se habla de una resolución en el mismo año en donde el presidente Eustorgio Salgar ofrece asilo permanente a los paraguayos en caso de perder su territorio:

"Si por efecto de la guerra, el Paraguay desapareciera como nación, en caso de producirse, ningún paraguayo será paria en América, [pues] con solo pisar tierra colombiana, gozará en forma automática de los privilegios, facultades, prerrogativas y derechos de colombianos" 

demostrando así una vez más no solo la solidaridad con el pueblo paraguayo, sino a su vez el respeto y preferencia por los canales diplomáticos y de Derecho que Colombia ha tenido desde que es independiente.

### República de Colombia
En 1887, el primer encuentro exterior de Colombia con otro Estados es con el Concordato con la Santa Sede, en este se reinstaura el poder la Iglesia católica en la vida de las personas. Un año después estallaría el llamado escándalo de Panamá, en el que se pondría fin a la construcción del canal por parte de Francia, e iniciaría con los Estados Unidos. En 1899 inicia la guerra de los Mil Días, conflicto interno en el que participarían Venezuela, Ecuador y Nicaragua a favor de los liberales y los intereses de Estados Unidos por Panamá se evidenciaron con el Tratado Herrán-Hay, el cual data derechos a este país septentrional sobre el Canal de Panamá sin detrimento a la soberanía colombiana sobre el mismo. Esta guerra concluiría con: la victoria del Partido Conservador, la firma de los tratados de Neerlandia y Wisconsin, y la inevitable pérdida de Panamá, que contó con el supuesto apoyo de los Estados Unidos.

#### SigloXX
- Década de 1910: El siglo XX inicia con los Tratados Averbury-Holguín,[30] con Estados Unidos, y Tratado de Bogotá o Tratado Vásquez Cobo-Martins,[31] con Brasil en 1907; el primero era para devolver la credibilidad crediticia a Colombia y el pago de su elevada deuda externa, y el segundo definía la frontera con Brasil desde la isla San José, frente a la piedra del Cocuy, hasta el río Apaporis. Para la década de los años 1910, Colombia sigue mostrando un detrimento en cuanto a los conflictos de frontera; para 1911 se evidencia el conflicto que se estaba estableciendo entre Colombia y Perú con el conflicto de La Pedrera[32] y tres años después, en 1914, se firma con Estados Unidos el Tratado Thomson-Urrutia,[33] el cual establece la indemnización de Colombia por la pérdida de Panamá y los derechos de este sobre el Canal, y Colombia reconoce la soberanía de este como Estado soberano e independiente; finalmente, en 1916, se firma con Ecuador el Tratado Muñoz Vernaza-Suárez, el cual define la frontera entre estos dos países. En cuando a asuntos de índole global, Colombia se declara como país neutral durante la Primera Guerra Mundial, evidenciando las débiles relaciones de este con los Estados Unidos.[34] En cuanto a lo económico, es en este momento que Colombia se integra a la economía internacional con el cultivo que definiría su economía por casi un siglo, el café.[35]

- Década de 1920: En esta Colombia inicia su participación en el contexto internacional siendo uno de los países fundadores de la Sociedad de las Naciones. Para el gobierno de Pedro Nel Ospina, además de las ganancias a raíz de la Bonanza Cafetera, el país recibió los 25 millones de dólares por la indemnización de Panamá. Lo anterior fue llamado como la Danza de los Millones, que le sirvió a Colombia, entre otras cosas, para fundar la Misión Kremmer,[36] bajo ideología norteamericana, esto mostraba evidencia de la restauración de las relaciones entre los Estados Unidos y Colombia. Por otro lado, en 1922, se dio el fallo del Consejo Federal Suizo, el cual delimitaba los territorios de San Faustino, Catatumbo, Zulia, Yavita, Pimichin, Arauca y Meta con Venezuela.[37] En 1926, bajo la tensa situación con Perú se firma el Tratado Salomón-Lozano, el cual definía la frontera definitiva con este país.[38] Internamente, en 1927, ocurrió la situación de la Masacre de las Bananeras, donde se vería inmiscuida la empresa norteamericana United Fruit Company.[39] Al año siguiente se firmó con Nicaragua el Tratado Esguerra-Bárcenas.[40] El último suceso que se presentó en Colombia en los años 1929 fue el crac de 1929 que afectaría en gran medida la economía nacional por la integración que existía entre este país y los Estados Unidos.[41]

- Década de 1930: Esta inicia con el conflicto bélico entre Colombia y Perú por la captura de Leticia en 1932. El fin de este conflicto, con el Protocolo Urdaneta-Valencia-Cano y Martua Belande-Ulloa o Tratado de Río de Janeiro en 1934, dejaría como resultado una deuda mayor para Colombia, una pérdida en una batalla en el mar y la instauración definitiva de la frontera con este país; vale la pena mencionar que este problema alzó a llegar a la Sociedad de las Naciones.[42] El acercamiento a Estados Unidos era tan evidente que la política colombiana utilizada para la recuperación de la crisis de fin de los años de 1920 fue la misma que en Estados Unidos, el New Deal; además, es en este momento cuando los movimientos Panamericanos, motivados por Estados Unidos y su política de Buen Vecino.[43]

- Década de 1940: En esta se firma con Venezuela, en 1941, el Tratado López de Mesa-Gil Borges,[44] el cual servía para aclarar la situación de navegación de los ríos fronterizos. En 1943 Colombia le declara la guerra a Alemania, entrando oficialmente a la Segunda Guerra Mundial, así, como nación victoriosa fue una de las signatarias de la recién creada Organización de las Naciones Unidas en San Francisco.[45] Regionalmente, el liderazgo de Colombia se percibió en 1948 con la creación de la Organización de Estados Americanos en Bogotá, previamente a esto se había firmado la Declaración de Chapultepec como inicio de la solidaridad entre Estados americanos.[46] En el transcurso de esta década, Colombia restableció relaciones con la Unión Soviética y reconoció al Estado de Israel, siendo uno de los primeros en América Latina.

- Década de 1950: Colombia participa en la guerra de Corea como único país latinoamericano del hemisferio occidental, además de Estados Unidos y Canadá. Esto es una de las mayores evidencias de las estrechas relaciones entre Colombia y el país norteamericano.[47] En 1958, con la I Conferencia sobre el Derecho del Mar, inicia para Colombia un proceso de delimitación marítima con sus vecinos. Comienza con Venezuela y la situación del Archipiélago de Los Monjes.[48]

- Década de 1960: la alianza entre Estados Unidos y Colombia se hacía cada vez más estrecha, pero con ciertos indicios de un acercamiento a sus similares, especialmente en América Latina. En 1961 el entonces presidente de los Estados Unidos, John F. Kennedy, inicia el programa Alianza para el Progreso en América Latina, este programa duraría nueve años, hasta 1970.[49] En lo comercial, Colombia, con el Plan Vallejo, inicia un proceso de lenta liberación de las importaciones después de implantar su Modelo de Sustitución de Importaciones en 1945.[50] En 1964, Colombia, en compañía de otros países, fundan dentro de la Asamblea General de las Naciones Unidas el Grupo de los 77, para hacer refuerzo a las políticas de las potencias económicas de esa época. Finalizando esta década, en 1969, se conforma la Comunidad Andina de Naciones entre Bolivia, Chile, Colombia, Ecuador y Perú, esto para fortalecer los lazos entre estas naciones en cuestiones económicas y para ir mermando el Modelo de Sustitución de Importaciones que imperar en estos países.[51] Con esto último es más evidente el acercamiento de Colombia a sus pares latinoamericanos, aunque, el fin de esta década se da con la Declaración de Sochagota y el intento fallido de Colombia y Venezuela por limitar su frontera marítima.

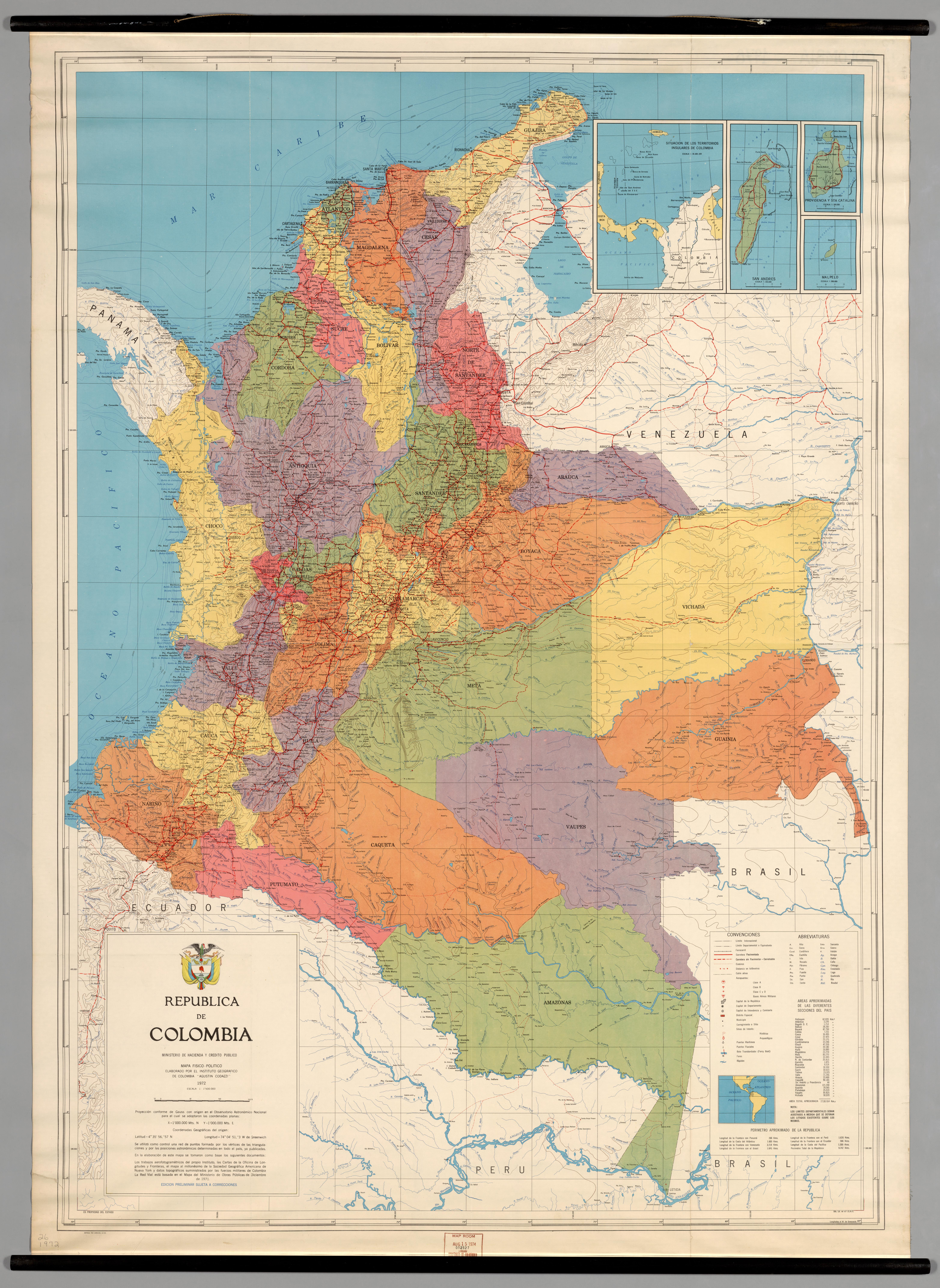
República de Colombia en 1972.

- Década de 1970: Colombia, en 1973, restaura relaciones con Cuba. Además, Venezuela ingresa a la Comunidad Andina, en 1973, y tres años después Chile se retira como miembro pleno de esta organización. En 1977 se suscribió el Tratados Torrijos-Carter entre Panamá y Estados Unidos, Colombia hizo parte del mismo como miembro de la OEA.[52] Además de este, Colombia inició su proceso de definición de sus fronteras marítimas suscribiendo los tratados:
  - Tratado Liévano-Lucio (1975): Se definen las fronteras marítimas actuales con Ecuador.[53]
  - Tratado Liévano-Boyd (1976): Se definen las fronteras marítimas con Panamá.[54]
  - Tratado Facio-Fernández (1977): Se definen las fronteras marítimas con Costa Rica.[55]
  - Tratado Liévano-Jiménez (1978): Se definen las fronteras marítimas con República Dominicana.[56]
  - Tratado Liévano-Brutus (1978): Se definen las fronteras marítimas con Haití.

- Década de 1980: El inicio de esta década se da con la nulidad del tratado Esguerra-Bárcenas por no haber un precedente de delimitación marítima cuando se firmó, además por razones política argumentadas por Nicaragua.[57] Por otro lado, Venezuela y Colombia se ven enfrentadas por la Crisis de la Corbeta Caldas en 1987.[58] Aparte de este conflicto limítrofe con Nicaragua y Venezuela, Colombia fue un activo partícipe de la situación en América Latina con la creación, en 1983, del Grupo de Contadora, que dos años después llegaría a llamarse el Grupo de los Ocho y al año siguiente el Grupo de Río,[59] para solucionar la situación política-militar vivida en Centroamérica y el apoyo político de América Latina en la guerra de las Malvinas. En ese mismo año, 1983, Colombia pasa a formar parte de los Países no Alineados; Y en 1986, recibe la visita el Papa Juan Pablo II[60] y firma con Honduras el Tratado Ramírez Ocampo-López Contreras[61] de delimitación marítima. Todo eso mostraba su alejamiento a los Estados Unidos en cuanto a batallas internacionales como la de Vietnam.

- Década de 1990: La década de 1990 inicia con la nueva constitución política que determina los lineamientos de política exterior de Colombia, artículos 9 y del 224 al 227.[62] En cuanto a temas globales, Colombia, al igual que muchos países, fue afectada por El Niño.[63] Así, para finalizar esta década y bajo el gobierno de Andrés Pastrana, se restablecen los lazos estrechos con Estados Unidos bajos las figuras de: Plan Colombia,[64] Lista Clinton[65] y la extradición.[66] Aunque, no perdió su liderazgo en el mundo con la presidencia de la OEA (1994-2004)[67] y de los Países No Alineados (XI Cumbre en 1995 en Cartagena de Indias).[68] El fin de siglo fue marcado por la crisis económica internacional que afectó a Colombia.[69] Finalmente, en 1993, Colombia define sus fronteras con Jamaica mediante el Tratado Sanín-Robertson.[70]

#### SigloXXI
El principio de siglo inicia con la demanda interpuesta por Nicaragua ante la Corte Internacional de Justicia en reclamo de la soberanía del Archipiélago de San Andrés, Providencia y Santa Catalina en 2001. En 2003, durante la invasión de Irak, Colombia, bajo el gobierno de Álvaro Uribe, respaldó las acciones, durante su mandato las relaciones con sus vecinos se vieron afectadas; en 2008 Ecuador y Venezuela se enfrentaron políticamente ante Colombia por la incursión de Colombia en tierras ecuatorianas para dar con el líder de las Fuerzas Armadas Revolucionarias de Colombia, Raúl Reyes; en 2010, al finalizar su segundo mandato, Venezuela y Colombia se enfrentan por supuestas acusaciones del segundo al primero de refugiar a guerrilleros en su territorio. En ambos casos la OEA, el Grupo de Río y la UNASUR entraron como mediadores a resolver. En 2007, la Corte Internacional de Justicia declaró que el Tratado Esguerra-Bárcenas sí establece la soberanía de Colombia sobre el archipiélago de San Andrés, Providencia y Santa Catalina pero no resuelve el límite entre las áreas marinas y submarinas entre ambos países.

## Relaciones internacionales

### Disputas internacionales
- Venezuela: la frontera marítima en el golfo de Venezuela.
- Nicaragua: las disputas territoriales marítimas por el archipiélago de San Andrés, Providencia y Santa Catalina.
- Estados Unidos, Jamaica, Honduras, Nicaragua: la soberanía de Colombia sobre el Banco de Serranilla y Bajo Nuevo.[75]

### Membresía de organizaciones internacionales
Las principales organizaciones en la que Colombia es miembro incluyen a:
- Naciones Unidas: Organización de las Naciones Unidas - ONU, Alto Comisionado de las Naciones Unidas para los Refugiados - ACNUR, Conferencia de las Naciones Unidas sobre Comercio y Desarrollo, Asociación Internacional de Desarrollo, Oficina de Naciones Unidas contra la Droga y el Delito, Fondo de Población de las Naciones Unidas - ONUHABITAT, Organismo Internacional de Energía Atómica, Organización Internacional del Trabajo, Organización Internacional para las Migraciones, Organización Marítima Internacional, Organización Mundial del Comercio, Organización para la Prohibición de Armas Químicas, Programa de las Naciones Unidas parlo, Programa de las Naciones Unidas para el Medio Ambiente, Tribunal Internacional del Derecho del Mar, UNESCO, Fondo de las Naciones Unidas para la Infancia - Unicef, Unión Internacional de Telecomunicaciones, Unión Postal Universal
- Internacionales: Asociación Internacional de Desarrollo, Cámara de Comercio Internacional, Comité Olímpico Internacional, Confederación Sindical Internacional, Convenio sobre Diversidad Biológica, Federación Internacional de Sociedades de la Cruz Roja, Federación Sindical Mundial, Grupo de los 24, Grupo de los 77, Federación Internacional de Sociedades de la Cruz Roja, Movimiento de Países no Alineados, Organismo Multilateral de Garantía de Inversiones, Organización Hidrográfica Internacional, Organización Internacional de Normalización, Organización Internacional de Telecomunicaciones Satelitales, Organización Internacional de Telecomunicaciones, Organización Mundial de Aduanas
- Financieras: Banco Centroamericano de Integración Económica, Banco de Pagos Internacionales, Banco Interamericano de Desarrollo, Banco Internacional de Reconstrucción y Fomento, Banco Mundial, Corporación Financiera Internacional, Fondo Internacional de Desarrollo Agrícola, Fondo Monetario Internacional
- Regionales: Comunidad Andina de Naciones, Comunidad de Estados Latinoamericanos y Caribeños, Comunidad del Caribe, Grupo de los Tres, Mercosur, Organización de Estados Americanos, Organización para la Proscripción de las Armas Nucleares en América Latina y el Caribe, Unión de Naciones Suramericanas, Unión Interparlamentaria, Unión Latina
- Futuras: OCDE, Foro de Cooperación Económica Asia-Pacífico

### Principales tratados internacionales

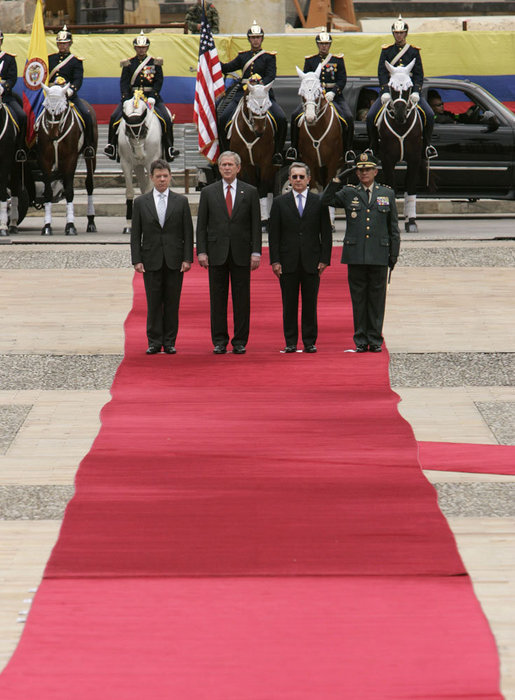
Visita oficial a Colombia de George W. Bush, entonces presidente de los Estados Unidos de América.

Tratados de defensa de la cual Colombia es parte, incluyen el Tratado Interamericano de Asistencia Recíproca de 1947 (el Tratado de Río). Los tratados regionales incluyen la Comunidad Andina junto a Bolivia, Perú y Ecuador, los órganos e instituciones que conforman el Sistema Andino de Integración. Colombia ha firmado acuerdos de libre comercio con Chile, México, Venezuela y Estados Unidos.
El país sudamericano también ha firmado 105 tratados o convenios internacionales relativos al medio ambiente. Estos incluyen el Tratado Antártico y el Tratado de prohibición parcial de ensayos nucleares y las convenciones sobre biodiversidad, cambio climático, desertificación, conservación de la vida marina y protección de la capa de ozono. También ha firmado el Tratado de No Proliferación Nuclear y el Tratado para la Proscripción de las Armas Nucleares en la América Latina y el Caribe.

### Política interior y política exterior
Los académicos en relaciones internacionales enfatizaron durante mucho tiempo las limitaciones internacionales, y particularmente la relación de Colombia con Estados Unidos, como elementos centrales de su política exterior. En términos de proceso de política exterior, los presidentes tienen amplias autoridades constitucionales, en consulta con sus ministros de asuntos exteriores. Sin embargo, desde la década de 2000, la influencia de otros actores internos en la formulación de la política exterior colombiana ha aumentado. Long, Bitar y Jiménez-Peña examinan el papel de la Corte Constitucional colombiana, la política del Congreso, los movimientos sociales y los contendientes electorales. Encuentran que las instituciones colombianas permiten desafíos cada vez mayores a la autoridad presidencial y que en casos importantes los presidentes colombianos se han visto obligados a abandonar sus políticas exteriores preferidas.

## Relaciones diplomáticas
Lista de países con los que Colombia mantiene relaciones diplomáticas:
| #   | País                                 | Fecha                    |
| --- | ------------------------------------ | ------------------------ |
| 1   | Estados Unidos                       | 19 de junio de 1822      |
| 2   | Perú                                 | 6 de julio de 1822       |
| 3   | Chile                                | 21 de octubre de 1822    |
| 4   | Argentina                            | 8 de marzo de 1823       |
| 5   | México                               | 3 de octubre de 1823     |
| 6   | Guatemala                            | 8 de marzo de 1825       |
| 7   | El Salvador                          | 8 de marzo de 1825       |
| 8   | Honduras                             | 8 de marzo de 1825       |
| 9   | Nicaragua                            | 8 de marzo de 1825       |
| 10  | Reino Unido                          | 18 de abril de 1825      |
| 11  | Países Bajos                         | 1 de mayo de 1829        |
| 12  | Venezuela                            | 27 de noviembre de 1831  |
| 13  | Ecuador                              | 10 de febrero de 1832    |
| —   | Santa Sede                           | 1835                     |
| 14  | Costa Rica                           | 11 de junio de 1856      |
| 15  | Portugal                             | 9 de abril de 1857       |
| 16  | Italia                               | 13 de marzo de 1864      |
| 17  | Paraguay                             | 27 de julio de 1870      |
| 18  | Bélgica                              | 1873                     |
| 19  | Alemania                             | 1 de junio de 1872       |
| 20  | Suecia                               | 11 de diciembre de 1874  |
| 21  | España                               | 30 de enero de 1881      |
| 22  | Uruguay                              | 25 de agosto de 1888     |
| 23  | Francia                              | 30 de mayo de 1892       |
| 24  | Cuba                                 | 1902                     |
| 25  | Brasil                               | 24 de abril de 1907      |
| 26  | Suiza                                | 14 de marzo de 1908      |
| 27  | Japón                                | 25 de mayo de 1908       |
| 28  | Bolivia                              | 19 de marzo de 1912      |
| 29  | Austria                              | 10 de enero de 1920      |
| 30  | Panamá                               | 9 de julio de 1924       |
| 31  | Dinamarca                            | 18 de mayo de 1931       |
| 32  | Polonia                              | 18 de noviembre de 1933  |
| 33  | Rusia                                | 25 de junio de 1935      |
| 34  | Noruega                              | 6 de septiembre de 1935  |
| 35  | Haití                                | 7 de agosto de 1936      |
| 36  | República Dominicana                 | 1936                     |
| 37  | Etiopía                              | 1 de enero de 1937       |
| 38  | Grecia                               | 1 de enero de 1942       |
| 39  | Filipinas                            | 1 de enero de 1946       |
| 40  | Líbano                               | 14 de junio de 1949      |
| 41  | Canadá                               | 6 de octubre de 1952     |
| —   | Orden de Malta                       | 28 de enero de 1953      |
| 42  | Finlandia                            | 26 de mayo de 1954       |
| 43  | Egipto                               | 23 de enero de 1957      |
| 44  | Israel                               | 1 de julio de 1957       |
| 45  | Turquía                              | 10 de abril de 1959      |
| 46  | India                                | 19 de enero de 1959      |
| 47  | Corea del Sur                        | 10 de marzo de 1962      |
| 48  | Kuwait                               | 26 de diciembre de 1964  |
| 49  | Costa de Marfil                      | 22 de febrero de 1965    |
| 50  | Ruanda                               | 22 de febrero de 1965    |
| 51  | Jamaica                              | 24 de febrero de 1965    |
| 52  | Chipre                               | 11 de febrero de 1966    |
| 53  | Serbia                               | diciembre de 1966        |
| 54  | Rumania                              | 15 de noviembre de 1967  |
| 55  | Trinidad y Tobago                    | 22 de febrero de 1968    |
| 56  | Pakistán                             | 19 de junio de 1970      |
| 57  | Guyana                               | 18 de diciembre de 1970  |
| 58  | Luxemburgo                           | 21 de abril de 1971      |
| 59  | Barbados                             | 1 de febrero de 1972     |
| 60  | Camboya                              | 16 de diciembre de 1972  |
| 61  | Hungría                              | 28 de marzo de 1973      |
| 62  | Bulgaria                             | 8 de mayo de 1973        |
| 63  | Australia                            | 9 de enero de 1975       |
| 64  | Kenia                                | 27 de enero de 1975      |
| 65  | Irán                                 | 28 de abril de 1975      |
| 66  | Emiratos Árabes Unidos               | 1 de enero de 1976       |
| 67  | Bahamas                              | 16 de agosto de 1977     |
| 68  | Nueva Zelanda                        | 1 de mayo de 1978        |
| 69  | Surinam                              | 22 de junio de 1978      |
| 70  | Argelia                              | 1 de enero de 1979       |
| 71  | Irak                                 | 1 de enero de 1979       |
| 72  | Marruecos                            | 1 de enero de 1979       |
| 73  | Nigeria                              | 1 de enero de 1979       |
| 74  | Vietnam                              | 1 de enero de 1979       |
| 75  | Tailandia                            | 22 de enero de 1979      |
| 76  | Albania                              | 5 de diciembre de 1979   |
| 77  | China                                | 7 de febrero de 1980     |
| 78  | Indonesia                            | 15 de septiembre de 1980 |
| 79  | Dominica                             | 9 de diciembre de 1980   |
| 80  | Granada                              | 9 de enero de 1981       |
| 81  | Túnez                                | 20 de enero de 1981      |
| 82  | San Vicente y las Granadinas         | 17 de marzo de 1981      |
| 83  | Guinea Ecuatorial                    | 6 de mayo de 1981        |
| 84  | Gabón                                | 14 de julio de 1981      |
| 85  | Senegal                              | 1 de agosto de 1981      |
| 86  | Islandia                             | 11 de septiembre de 1981 |
| 87  | Tanzania                             | 28 de octubre de 1981    |
| 88  | Belice                               | 15 de febrero de 1982    |
| 89  | Jordania                             | 22 de octubre de 1982    |
| 90  | Singapur                             | 15 de diciembre de 1982  |
| 91  | Antigua y Barbuda                    | 18 de marzo de 1982      |
| 92  | Santa Lucía                          | 18 de marzo de 1982      |
| 93  | San Cristóbal y Nieves               | 1 de enero de 1984       |
| 94  | Bangladés                            | 14 de febrero de 1984    |
| —   | República Árabe Saharaui Democrática | 27 de febrero de 1984    |
| 95  | Omán                                 | 1 de agosto de 1985      |
| 96  | Malta                                | 16 de abril de 1986      |
| 97  | Nepal                                | 6 de mayo de 1987        |
| 98  | Mauritania                           | 1 de julio de 1987       |
| 99  | Cabo Verde                           | 27 de julio de 1987      |
| 100 | Malasia                              | 19 de agosto de 1987     |
| 101 | Fiyi                                 | 10 de septiembre de 1987 |
| 102 | Samoa                                | 1 de diciembre de 1987   |
| 103 | Papúa Nueva Guinea                   | 2 de marzo de 1988       |
| 104 | Zambia                               | 21 de abril de 1988      |
| 105 | Angola                               | 29 de abril de 1988      |
| 106 | Mozambique                           | 10 de mayo de 1988       |
| 107 | Siria                                | 24 de mayo de 1988       |
| 108 | Ghana                                | 23 de junio de 1988      |
| 109 | Seychelles                           | 5 de agosto de 1988      |
| 110 | Mongolia                             | 8 de agosto de 1988      |
| 111 | Santo Tomé y Príncipe                | 12 de agosto de 1988     |
| 112 | Maldivas                             | 14 de agosto de 1988     |
| 113 | Burkina Faso                         | 27 de septiembre de 1988 |
| 114 | Liberia                              | 28 de septiembre de 1988 |
| 115 | Chad                                 | 29 de septiembre de 1988 |
| 116 | Yibuti                               | 29 de septiembre de 1988 |
| 117 | Mali                                 | 29 de septiembre de 1988 |
| 118 | Togo                                 | 29 de septiembre de 1988 |
| 119 | Guinea                               | 30 de septiembre de 1988 |
| 120 | Laos                                 | 30 de septiembre de 1988 |
| 121 | Mauricio                             | 30 de septiembre de 1988 |
| 122 | Sri Lanka                            | 30 de septiembre de 1988 |
| 123 | República Centroafricana             | 3 de octubre de 1988     |
| 124 | Comoras                              | 3 de octubre de 1988     |
| —   | Palestina                            | 3 de octubre de 1988     |
| 125 | Gambia                               | 3 de octubre de 1988     |
| 126 | Somalia                              | 3 de octubre de 1988     |
| 127 | Sudán                                | 3 de octubre de 1988     |
| 128 | Yemen                                | 3 de octubre de 1988     |
| 129 | Níger                                | 5 de octubre de 1988     |
| 130 | Zimbabue                             | 10 de octubre de 1988    |
| 131 | Corea del Norte                      | 24 de octubre de 1988    |
| 132 | Burundi                              | 11 de noviembre de 1988  |
| 133 | Sierra Leona                         | 16 de noviembre de 1988  |
| 134 | Birmania                             | 22 de noviembre de 1988  |
| 135 | Benín                                | 30 de noviembre de 1988  |
| 136 | Camerún                              | 8 de marzo de 1989       |
| 137 | Guinea-Bisáu                         | 23 de marzo de 1989      |
| 138 | Baréin                               | 18 de abril de 1989      |
| 139 | Uganda                               | 5 de mayo de 1989        |
| 140 | Botsuana                             | 25 de abril de 1990      |
| 141 | Namibia                              | 28 de abril de 1990      |
| 142 | Afganistán                           | 3 de agosto de 1990      |
| 143 | Brunéi                               | 24 de marzo de 1992      |
| 144 | Kazajistán                           | 23 de julio de 1992      |
| 145 | Islas Marshall                       | 5 de agosto de 1992      |
| 146 | Ucrania                              | 20 de agosto de 1992     |
| 147 | Estados Federados de Micronesia      | 8 de septiembre de 1992  |
| 148 | Bielorrusia                          | 9 de diciembre de 1992   |
| 149 | República Checa                      | 1 de enero de 1993       |
| 150 | Eslovaquia                           | 1 de enero de 1993       |
| 151 | Lituania                             | 5 de agosto de 1993      |
| 152 | Kirguistán                           | 6 de octubre de 1993     |
| 153 | Estonia                              | 23 de marzo de 1994      |
| 154 | Sudáfrica                            | 12 de abril de 1994      |
| 155 | Eslovenia                            | 19 de julio de 1994      |
| 156 | Azerbaiyán                           | 13 de diciembre de 1994  |
| 157 | Armenia                              | 22 de diciembre de 1994  |
| 158 | Eritrea                              | 22 de diciembre de 1994  |
| 159 | Croacia                              | 25 de abril de 1995      |
| 160 | Catar                                | 9 de mayo de 1995        |
| 161 | Madagascar                           | 15 de junio de 1995      |
| 162 | Letonia                              | 19 de julio de 1995      |
| 163 | Bosnia y Herzegovina                 | 19 de octubre de 1995    |
| 164 | Andorra                              | 27 de noviembre de 1995  |
| 165 | Libia                                | 16 de mayo de 1996       |
| 166 | Turkmenistán                         | 27 de agosto de 1996     |
| 167 | Georgia                              | 6 de junio de 1997       |
| 168 | Moldavia                             | 14 de octubre de 1997    |
| 169 | Malaui                               | 30 de marzo de 1998      |
| 170 | Lesoto                               | 17 de abril de 1998      |
| 171 | República del Congo                  | 1 de julio de 1999       |
| 172 | Irlanda                              | 10 de noviembre de 1999  |
| 173 | Macedonia del Norte                  | 22 de junio de 2000      |
| 174 | Mónaco                               | 15 de diciembre de 2000  |
| 175 | Liechtenstein                        | 24 de octubre de 2001    |
| 176 | San Marino                           | 15 de abril de 2002      |
| 177 | Timor Oriental                       | 20 de mayo de 2002       |
| 178 | Montenegro                           | 12 de agosto de 2011     |
| 179 | Arabia Saudita                       | 8 de septiembre de 2011  |
| 180 | Tuvalu                               | 3 de abril de 2011       |
| 181 | Uzbekistán                           | 2 de octubre de 2012     |
| 182 | Tayikistán                           | 5 de octubre de 2012     |
| 183 | Bután                                | 21 de diciembre de 2012  |
| —   | Kosovo                               | 3 de marzo de 2019       |
| 184 | República Democrática del Congo      | Desconocido              |
| 185 | Suazilandia                          | Desconocido              |

## Relaciones bilaterales

Misiones diplomáticas de Colombia:
Colombia
Embajada
Consulado general

Colombia mantiene misiones diplomáticas con muchos países del mundo.
| \| País \| Inicio de relaciones formales \| Notas \| \| ------------------- \| ----------------------------- \| -------------------------------------------------------------------------------------------------------------------------------------------------------------------------------------------------------------------- \| \| Angola \| 1988[100] \| - Angola está representada ante Colombia a través de su embajada en Brasília, Brasil. - Colombia está representado ante Angola a través de su embajada en Pretoria, Sudáfrica. \| \| Argelia \| 1979[101] \| - Argelia está representada en Colombia a través de su embajada en Bogotá, Colombia. - Colombia está representado en Argelia a través de su embajada en Argel, Argelia. \| \| República del Congo \| 1999[100] \| - Congo está representado ante Colombia a través de su embajada en Brasília, Brasil. - Colombia está representado en Congo a través de su embajada en Pretoria, Sudáfrica. \| \| Egipto \| 1947[102] \| Relaciones Colombia-Egipto - Egipto está representado en Colombia a través de su embajada en Bogotá, Colombia. - Colombia está representado en Egipto a través de su embajada en El Cairo, Egipto. \| \| Etiopía \| N/A[100] \| - Colombia está representado ante Etiopía a través de su embajada en Nairobi, Kenia. \| \| Gabón \| 1981[100] \| - Gabón está representada ante Colombia a través de su embajada en Brasília, Brasil. - Colombia está representado ante Gabón a través de su embajada en Acra, Ghana. \| \| Ghana \| 1988[103] \| - Ghana está representada ante Colombia a través de su embajada en Brasília, Brasil. - Colombia está representado en Ghana a través de su embajada en Acra, Ghana. \| \| Kenia \| 1975[104] \| - Kenia está representada ante Colombia a través de su embajada en Brasília, Brasil. - Colombia está representado en Kenia a través de su embajada en Nairobi (Kenia). \| \| Liberia \| 1988[100] \| - Colombia está representado ante Liberia a través de su embajada en Acra, Ghana. \| \| Marruecos \| 1979[105] \| - Marruecos está representado en Colombia a través de su embajada en Bogotá, Colombia. - Colombia está representado en Marruecos a través de su embajada en Rabat, Marruecos. \| \| Mozambique \| 1988[100] \| - Colombia está representado ante Mozambique a través de su embajada en Pretoria, Sudáfrica. \| \| Namibia \| 1990[100] \| - Namibia está representado ante Colombia a través de su embajada en Brasília, Brasil. - Colombia está representado ante Namibia a través de su embajada en Pretoria, Sudáfrica. \| \| Nigeria \| 1979[100] \| - Nigeria está representado ante Colombia a través de su embajada en Caracas, Venezuela. - Colombia está representado ante Nigeria a través de su embajada en Acra, Ghana. \| \| Senegal \| 1981[100] \| - Colombia está representado ante Senegal a través de su embajada en Rabat, Marruecos. \| \| Sudáfrica \| 1994[106] \| Relaciones Colombia-Sudáfrica - Sudáfrica está representada ante Colombia a través de su embajada en Caracas, Venezuela. - Colombia está representado ante Sudáfrica a través de su embajada en Pretoria, Sudáfrica. \| \| Tanzania \| 1981[100] \| - Colombia está representado ante Tanzania a través de su embajada en Nairobi, Kenia. \| |                               | |
| País | Inicio de relaciones formales | Notas |
| Angola | 1988                          | - Angola está representada ante Colombia a través de su embajada en Brasília, Brasil. - Colombia está representado ante Angola a través de su embajada en Pretoria, Sudáfrica.                                       |
| Argelia | 1979                          | - Argelia está representada en Colombia a través de su embajada en Bogotá, Colombia. - Colombia está representado en Argelia a través de su embajada en Argel, Argelia.                                              |
| República del Congo | 1999                          | - Congo está representado ante Colombia a través de su embajada en Brasília, Brasil. - Colombia está representado en Congo a través de su embajada en Pretoria, Sudáfrica.                                           |
| Egipto | 1947                          | Relaciones Colombia-Egipto - Egipto está representado en Colombia a través de su embajada en Bogotá, Colombia. - Colombia está representado en Egipto a través de su embajada en El Cairo, Egipto.                   |
| Etiopía | N/A                           | - Colombia está representado ante Etiopía a través de su embajada en Nairobi, Kenia. |
| Gabón | 1981                          | - Gabón está representada ante Colombia a través de su embajada en Brasília, Brasil. - Colombia está representado ante Gabón a través de su embajada en Acra, Ghana.                                                 |
| Ghana | 1988                          | - Ghana está representada ante Colombia a través de su embajada en Brasília, Brasil. - Colombia está representado en Ghana a través de su embajada en Acra, Ghana.                                                   |
| Kenia | 1975                          | - Kenia está representada ante Colombia a través de su embajada en Brasília, Brasil. - Colombia está representado en Kenia a través de su embajada en Nairobi (Kenia).                                               |
| Liberia | 1988                          | - Colombia está representado ante Liberia a través de su embajada en Acra, Ghana. |
| Marruecos | 1979                          | - Marruecos está representado en Colombia a través de su embajada en Bogotá, Colombia. - Colombia está representado en Marruecos a través de su embajada en Rabat, Marruecos.                                        |
| Mozambique | 1988                          | - Colombia está representado ante Mozambique a través de su embajada en Pretoria, Sudáfrica. |
| Namibia | 1990                          | - Namibia está representado ante Colombia a través de su embajada en Brasília, Brasil. - Colombia está representado ante Namibia a través de su embajada en Pretoria, Sudáfrica.                                     |
| Nigeria | 1979                          | - Nigeria está representado ante Colombia a través de su embajada en Caracas, Venezuela. - Colombia está representado ante Nigeria a través de su embajada en Acra, Ghana.                                           |
| Senegal | 1981                          | - Colombia está representado ante Senegal a través de su embajada en Rabat, Marruecos. |
| Sudáfrica | 1994                          | Relaciones Colombia-Sudáfrica - Sudáfrica está representada ante Colombia a través de su embajada en Caracas, Venezuela. - Colombia está representado ante Sudáfrica a través de su embajada en Pretoria, Sudáfrica. |
| Tanzania | 1981                          | - Colombia está representado ante Tanzania a través de su embajada en Nairobi, Kenia. |

| \| País \| Inicio de relaciones formales \| Notas \| \| ---------------------------- \| ----------------------------- \| ---------------------------------------------------------------------------------------------------------------------------------------------------------------------------------------------------------------------------------------------------------------------------------------------------------------------------------------------------------------------------------------------------------------------------------------------------------------------------------------------------------------------------------------------------------------------------------------------------------------------------------------------------------- \| \| Antigua y Barbuda \| 1982[107] \| Relaciones Antigua y Barbuda-Colombia - Antigua y Barbuda está representada ante Colombia a través de su embajada en Washington (Estados Unidos). - Colombia está representada ante Antigua y Barbuda a través de su embajada en Kingston (Jamaica). \| \| Argentina \| 1823[108] \| Relaciones Argentina-Colombia - Argentina está representada en Colombia a través de su embajada en Bogotá (Colombia). - Colombia está representada en Argentina a través de su embajada en Buenos Aires (Argentina). \| \| Bahamas \| 1977[107] \| Relaciones Bahamas-Colombia - Las Bahamas están representada ante Colombia a través de su embajada en Washington (Estados Unidos). - Colombia está representada ante las Bahamas a través de su embajada en La Habana (Cuba). \| \| Barbados \| 1972[107] \| Relaciones Barbados-Colombia - Barbados está representado ante Colombia a través de su embajada en Caracas (Venezuela). - Colombia está representada ante Barbados a través de su embajada en Puerto España (Trinidad y Tobago). \| \| Belice \| 1982[109] \| Relaciones entre Belice y Colombia - Belice está representado ante Colombia a través de su embajada en Ciudad de México (México). - Colombia está representada ante Belice a través de su embajada en San Salvador (El Salvador). \| \| Bolivia \| 1912[110] \| Relaciones Bolivia-Colombia - Bolivia está representada en Colombia a través de su embajada en Bogotá (Colombia). - Colombia está representada en Bolivia a través de su embajada en La Paz (Bolivia). \| \| Brasil \| 1907[111] \| Relaciones Brasil-Colombia - Brasil está representado en Colombia a través de su embajada en Bogotá (Colombia). - Brasil tiene representación consular en Leticia. - Colombia está representada en Brasil a través de su embajada en Brasilia (Brasil). - Colombia tiene representación consular en Manaus, São Paulo y Tabatinga (Brasil). \| \| Canadá \| 1907[112] \| Relaciones Canadá-Colombia - Canadá está representada en Colombia a través de su embajada en Bogotá (Colombia). - Colombia está representada en Canadá a través de su embajada en Ottawa (Canadá). - Colombia tiene representación consular en Calgary, Montreal, Toronto y Vancouver (Canadá). \| \| Chile \| 1823[113] \| Relaciones Chile-Colombia - Chile está representado en Colombia a través de su embajada en Bogotá (Colombia). - Colombia está representada en Chile a través de su embajada en Santiago (Chile). - Colombia tiene representación consular en Antofagasta. \| \| Costa Rica \| 1856[114] \| Relaciones Colombia-Costa Rica - Costa Rica está representada en Colombia a través de su embajada en Bogotá (Colombia). - Colombia está representada en Costa Rica a través de su embajada en San José (Costa Rica). \| \| Cuba \| 1902[115] \| Relaciones Colombia-Cuba - Cuba está representada en Colombia a través de su embajada en Bogotá (Colombia). - Colombia está representada en Cuba a través de su embajada en La Habana (Cuba). \| \| Dominica \| 1980[107] \| Relaciones Colombia-Dominica - Dominica está representada ante Colombia a través de su embajada en La Habana, Cuba. - Colombia está representada ante Dominica a través de su embajada en Kingston (Jamaica). \| \| Ecuador \| 1832[116] \| Relaciones Colombia-Ecuador - Ecuador está representado en Colombia a través de su embajada en Bogotá (Colombia). - Ecuador tiene representación consular en Ipiales (Colombia). - Colombia está representada en Ecuador a través de su embajada en Quito (Ecuador). - Colombia tiene representación consular en Esmeraldas, Guayaquil, Nueva Loja, Santo Domingo y Tulcán (Ecuador). \| \| El Salvador \| 1880[117] \| Relaciones Colombia-El Salvador - El Salvador está representado en Colombia a través de su embajada en Bogotá (Colombia). - Colombia está representada en El Salvador a través de su embajada en San Salvador (El Salvador). \| \| Estados Unidos \| 1822[118] \| Relaciones Colombia-Estados Unidos - Estados Unidos están representados en Colombia a través de su embajada en Bogotá (Colombia). - Estados Unidos tiene representación consular en Barranquilla (Colombia). - Colombia está representada en los Estados Unidos a través de su embajada en Washington (Estados Unidos). - Colombia tiene representación consular en Atlanta, Boston, Chicago, Houston, Los Ángeles, Miami, Newark, Nueva York, Orlando, San Francisco (Estados Unidos) y San Juan (Puerto Rico). \| \| Granada \| 1981[107] \| Relaciones Colombia-Granada - Granada está representada ante Colombia a través de su embajada en Caracas (Venezuela). - Colombia está representada ante Granada a través de su embajada en Puerto España (Trinidad y Tobago). \| \| Guatemala \| 1825[119] \| Relaciones Colombia-Guatemala - Guatemala está representada en Colombia a través de su embajada en Bogotá (Colombia). - Colombia está representada en Guatemala a través de su embajada en Ciudad de Guatemala (Guatemala). \| \| Guyana \| 1970[120] \| Relaciones Colombia-Guyana - Guyana está representada ante Colombia a través de su embajada en Caracas (Venezuela). - Colombia está representada ante Guyana a través de su embajada en Caracas (Venezuela). \| \| Haití \| 1820[121] \| Relaciones Colombia-Haití - Haití está representado en Colombia a través de su embajada en Bogotá, Colombia. - Colombia está representada en Haití a través de su embajada en Santo Domingo (República Dominicana). \| \| Honduras \| 1825[122] \| Relaciones Colombia-Honduras - Honduras está representada en Colombia a través de su embajada en Bogotá (Colombia). - Colombia está representada en Honduras a través de su embajada en Tegucigalpa (Honduras). \| \| Jamaica \| 1968[123] \| Relaciones Colombia-Jamaica - Jamaica está representada en Colombia a través de su embajada en Bogotá (Colombia). - Colombia está representada en Jamaica a través de su embajada en Kingston (Jamaica). \| \| México \| 1823[124] \| Relaciones Colombia-México - México está representado en Colombia a través de su embajada en Bogotá (Colombia) y mantiene consulados en Medellín, Cali y Barranquilla. - Colombia está representada en México a través de su embajada en Ciudad de México y mantiene consulados en Cancún y en Guadalajara. \| \| Nicaragua \| 1825[125] \| Relaciones Colombia-Nicaragua - Nicaragua está representada en Colombia a través de su embajada en Bogotá (Colombia). - Colombia está representada en Nicaragua a través de su embajada en Managua (Nicaragua). \| \| Panamá \| 1924[126] \| Relaciones entre Colombia y Panamá - Panamá está representado en Colombia a través de su embajada en Bogotá (Colombia). - Panamá tiene representación consular en Barranquilla y Capurganá (Colombia). - Colombia está representada en Panamá a través de su embajada en Ciudad de Panamá (Panamá). - Colombia tiene representación consular en Colón, Puerto Obaldía (Panamá). \| \| Paraguay \| 1870[127] \| Relaciones Colombia-Paraguay - Paraguay está representado en Colombia a través de su embajada en Bogotá (Colombia). - Colombia está representada en Paraguay a través de su embajada en Asunción (Paraguay). \| \| Perú \| 1822[128] \| Relaciones Colombia-Perú - Perú está representado en Colombia a través de su embajada en Bogotá (Colombia). - Perú tiene representación consular en Leticia (Colombia). - Colombia está representada en Perú a través de su embajada en Lima (Perú). - Colombia tiene representación consular en Iquitos (Perú). \| \| República Dominicana \| 1936[129] \| Relaciones Colombia-República Dominicana - República Dominicana está representada en Colombia a través de su embajada en Bogotá (Colombia). - Colombia está representada en República Dominicana a través de su embajada en Santo Domingo (República Dominicana). \| \| San Cristóbal y Nieves \| 1984[107] \| Relaciones Colombia-San Cristóbal y Nieves - San Cristóbal y Nieves está representado ante Colombia a través de su embajada en Caracas (Venezuela). - Colombia está representada ante San Cristóbal y Nieves a través de su embajada en Kingston (Jamaica). \| \| San Vicente y las Granadinas \| 1981[107] \| Relaciones Colombia-San Vicente y las Granadinas - San Vicente y las Granadinas está representado ante Colombia a través de su embajada en Caracas (Venezuela). - Colombia está representada ante San Vicente y las Granadinas a través de su embajada en Puerto España (Trinidad y Tobago). \| \| Santa Lucía \| 1979[107] \| Relaciones Colombia-Santa Lucía - Santa Lucía está representada ante Colombia a través de su embajada en Caracas (Venezuela). - Colombia está representada ante Santa Lucía a través de su embajada en Kingston (Jamaica). \| \| Surinam \| 1978[130] \| Relaciones Colombia-Surinam - Surinam está representado ante Colombia a través de su embajada en Caracas (Venezuela). - Colombia está representada ante Surinam a través de su embajada en Caracas (Venezuela). \| \| Trinidad y Tobago \| 1973[131] \| Relaciones Colombia-Trinidad y Tobago - Trinidad y Tobago está representada ante Colombia a través de su embajada en Caracas (Venezuela). - Colombia está representada en Trinidad y Tobago a través de su embajada en Puerto España (Trinidad y Tobago). \| \| Uruguay \| 1922[132] \| Relaciones Colombia-Uruguay - Uruguay está representado en Colombia a través de su embajada en Bogotá (Colombia). - Colombia está representada en Uruguay a través de su embajada en Montevideo (Uruguay). \| \| Venezuela \| 1829[133] \| Relaciones Colombia-Venezuela - Venezuela está representada en Colombia a través de su embajada en Bogotá (Colombia). - Venezuela tiene representación consular en Arauca, Barranquilla, Bucaramanga, Cartagena de Indias, Cúcuta, Medellín, Puerto Carreño, Puerto Inírida y Riohacha (Colombia). - Colombia está representada en Venezuela a través de su embajada en Caracas (Venezuela). - Colombia tiene representación consular en Barinas, Barquisimeto, El Amparo, Machiques, Maracaibo, Mérida, Puerto Ayacucho, Puerto de la Cruz, San Antonio del Táchira, San Carlos del Zulia, San Cristóbal, San Fernando de Atabapo y Valencia (Venezuela). \| |                               | |
| País | Inicio de relaciones formales | Notas |
| Antigua y Barbuda | 1982                          | Relaciones Antigua y Barbuda-Colombia - Antigua y Barbuda está representada ante Colombia a través de su embajada en Washington (Estados Unidos). - Colombia está representada ante Antigua y Barbuda a través de su embajada en Kingston (Jamaica). |
| Argentina | 1823                          | Relaciones Argentina-Colombia - Argentina está representada en Colombia a través de su embajada en Bogotá (Colombia). - Colombia está representada en Argentina a través de su embajada en Buenos Aires (Argentina). |
| Bahamas | 1977                          | Relaciones Bahamas-Colombia - Las Bahamas están representada ante Colombia a través de su embajada en Washington (Estados Unidos). - Colombia está representada ante las Bahamas a través de su embajada en La Habana (Cuba). |
| Barbados | 1972                          | Relaciones Barbados-Colombia - Barbados está representado ante Colombia a través de su embajada en Caracas (Venezuela). - Colombia está representada ante Barbados a través de su embajada en Puerto España (Trinidad y Tobago). |
| Belice | 1982                          | Relaciones entre Belice y Colombia - Belice está representado ante Colombia a través de su embajada en Ciudad de México (México). - Colombia está representada ante Belice a través de su embajada en San Salvador (El Salvador). |
| Bolivia | 1912                          | Relaciones Bolivia-Colombia - Bolivia está representada en Colombia a través de su embajada en Bogotá (Colombia). - Colombia está representada en Bolivia a través de su embajada en La Paz (Bolivia). |
| Brasil | 1907                          | Relaciones Brasil-Colombia - Brasil está representado en Colombia a través de su embajada en Bogotá (Colombia). - Brasil tiene representación consular en Leticia. - Colombia está representada en Brasil a través de su embajada en Brasilia (Brasil). - Colombia tiene representación consular en Manaus, São Paulo y Tabatinga (Brasil). |
| Canadá | 1907                          | Relaciones Canadá-Colombia - Canadá está representada en Colombia a través de su embajada en Bogotá (Colombia). - Colombia está representada en Canadá a través de su embajada en Ottawa (Canadá). - Colombia tiene representación consular en Calgary, Montreal, Toronto y Vancouver (Canadá). |
| Chile | 1823                          | Relaciones Chile-Colombia - Chile está representado en Colombia a través de su embajada en Bogotá (Colombia). - Colombia está representada en Chile a través de su embajada en Santiago (Chile). - Colombia tiene representación consular en Antofagasta. |
| Costa Rica | 1856                          | Relaciones Colombia-Costa Rica - Costa Rica está representada en Colombia a través de su embajada en Bogotá (Colombia). - Colombia está representada en Costa Rica a través de su embajada en San José (Costa Rica). |
| Cuba | 1902                          | Relaciones Colombia-Cuba - Cuba está representada en Colombia a través de su embajada en Bogotá (Colombia). - Colombia está representada en Cuba a través de su embajada en La Habana (Cuba). |
| Dominica | 1980                          | Relaciones Colombia-Dominica - Dominica está representada ante Colombia a través de su embajada en La Habana, Cuba. - Colombia está representada ante Dominica a través de su embajada en Kingston (Jamaica). |
| Ecuador | 1832                          | Relaciones Colombia-Ecuador - Ecuador está representado en Colombia a través de su embajada en Bogotá (Colombia). - Ecuador tiene representación consular en Ipiales (Colombia). - Colombia está representada en Ecuador a través de su embajada en Quito (Ecuador). - Colombia tiene representación consular en Esmeraldas, Guayaquil, Nueva Loja, Santo Domingo y Tulcán (Ecuador). |
| El Salvador | 1880                          | Relaciones Colombia-El Salvador - El Salvador está representado en Colombia a través de su embajada en Bogotá (Colombia). - Colombia está representada en El Salvador a través de su embajada en San Salvador (El Salvador). |
| Estados Unidos | 1822                          | Relaciones Colombia-Estados Unidos - Estados Unidos están representados en Colombia a través de su embajada en Bogotá (Colombia). - Estados Unidos tiene representación consular en Barranquilla (Colombia). - Colombia está representada en los Estados Unidos a través de su embajada en Washington (Estados Unidos). - Colombia tiene representación consular en Atlanta, Boston, Chicago, Houston, Los Ángeles, Miami, Newark, Nueva York, Orlando, San Francisco (Estados Unidos) y San Juan (Puerto Rico). |
| Granada | 1981                          | Relaciones Colombia-Granada - Granada está representada ante Colombia a través de su embajada en Caracas (Venezuela). - Colombia está representada ante Granada a través de su embajada en Puerto España (Trinidad y Tobago). |
| Guatemala | 1825                          | Relaciones Colombia-Guatemala - Guatemala está representada en Colombia a través de su embajada en Bogotá (Colombia). - Colombia está representada en Guatemala a través de su embajada en Ciudad de Guatemala (Guatemala). |
| Guyana | 1970                          | Relaciones Colombia-Guyana - Guyana está representada ante Colombia a través de su embajada en Caracas (Venezuela). - Colombia está representada ante Guyana a través de su embajada en Caracas (Venezuela). |
| Haití | 1820                          | Relaciones Colombia-Haití - Haití está representado en Colombia a través de su embajada en Bogotá, Colombia. - Colombia está representada en Haití a través de su embajada en Santo Domingo (República Dominicana). |
| Honduras | 1825                          | Relaciones Colombia-Honduras - Honduras está representada en Colombia a través de su embajada en Bogotá (Colombia). - Colombia está representada en Honduras a través de su embajada en Tegucigalpa (Honduras). |
| Jamaica | 1968                          | Relaciones Colombia-Jamaica - Jamaica está representada en Colombia a través de su embajada en Bogotá (Colombia). - Colombia está representada en Jamaica a través de su embajada en Kingston (Jamaica). |
| México | 1823                          | Relaciones Colombia-México - México está representado en Colombia a través de su embajada en Bogotá (Colombia) y mantiene consulados en Medellín, Cali y Barranquilla. - Colombia está representada en México a través de su embajada en Ciudad de México y mantiene consulados en Cancún y en Guadalajara. |
| Nicaragua | 1825                          | Relaciones Colombia-Nicaragua - Nicaragua está representada en Colombia a través de su embajada en Bogotá (Colombia). - Colombia está representada en Nicaragua a través de su embajada en Managua (Nicaragua). |
| Panamá | 1924                          | Relaciones entre Colombia y Panamá - Panamá está representado en Colombia a través de su embajada en Bogotá (Colombia). - Panamá tiene representación consular en Barranquilla y Capurganá (Colombia). - Colombia está representada en Panamá a través de su embajada en Ciudad de Panamá (Panamá). - Colombia tiene representación consular en Colón, Puerto Obaldía (Panamá). |
| Paraguay | 1870                          | Relaciones Colombia-Paraguay - Paraguay está representado en Colombia a través de su embajada en Bogotá (Colombia). - Colombia está representada en Paraguay a través de su embajada en Asunción (Paraguay). |
| Perú | 1822                          | Relaciones Colombia-Perú - Perú está representado en Colombia a través de su embajada en Bogotá (Colombia). - Perú tiene representación consular en Leticia (Colombia). - Colombia está representada en Perú a través de su embajada en Lima (Perú). - Colombia tiene representación consular en Iquitos (Perú). |
| República Dominicana | 1936                          | Relaciones Colombia-República Dominicana - República Dominicana está representada en Colombia a través de su embajada en Bogotá (Colombia). - Colombia está representada en República Dominicana a través de su embajada en Santo Domingo (República Dominicana). |
| San Cristóbal y Nieves | 1984                          | Relaciones Colombia-San Cristóbal y Nieves - San Cristóbal y Nieves está representado ante Colombia a través de su embajada en Caracas (Venezuela). - Colombia está representada ante San Cristóbal y Nieves a través de su embajada en Kingston (Jamaica). |
| San Vicente y las Granadinas | 1981                          | Relaciones Colombia-San Vicente y las Granadinas - San Vicente y las Granadinas está representado ante Colombia a través de su embajada en Caracas (Venezuela). - Colombia está representada ante San Vicente y las Granadinas a través de su embajada en Puerto España (Trinidad y Tobago). |
| Santa Lucía | 1979                          | Relaciones Colombia-Santa Lucía - Santa Lucía está representada ante Colombia a través de su embajada en Caracas (Venezuela). - Colombia está representada ante Santa Lucía a través de su embajada en Kingston (Jamaica). |
| Surinam | 1978                          | Relaciones Colombia-Surinam - Surinam está representado ante Colombia a través de su embajada en Caracas (Venezuela). - Colombia está representada ante Surinam a través de su embajada en Caracas (Venezuela). |
| Trinidad y Tobago | 1973                          | Relaciones Colombia-Trinidad y Tobago - Trinidad y Tobago está representada ante Colombia a través de su embajada en Caracas (Venezuela). - Colombia está representada en Trinidad y Tobago a través de su embajada en Puerto España (Trinidad y Tobago). |
| Uruguay | 1922                          | Relaciones Colombia-Uruguay - Uruguay está representado en Colombia a través de su embajada en Bogotá (Colombia). - Colombia está representada en Uruguay a través de su embajada en Montevideo (Uruguay). |
| Venezuela | 1829                          | Relaciones Colombia-Venezuela - Venezuela está representada en Colombia a través de su embajada en Bogotá (Colombia). - Venezuela tiene representación consular en Arauca, Barranquilla, Bucaramanga, Cartagena de Indias, Cúcuta, Medellín, Puerto Carreño, Puerto Inírida y Riohacha (Colombia). - Colombia está representada en Venezuela a través de su embajada en Caracas (Venezuela). - Colombia tiene representación consular en Barinas, Barquisimeto, El Amparo, Machiques, Maracaibo, Mérida, Puerto Ayacucho, Puerto de la Cruz, San Antonio del Táchira, San Carlos del Zulia, San Cristóbal, San Fernando de Atabapo y Valencia (Venezuela). |

| \| País \| Inicio de relaciones formales \| Notas \| \| ---------------------- \| ----------------------------- \| ------------------------------------------------------------------------------------------------------------------------------------------------------------------------------------------------------------------------------------------------------------------------------- \| \| Afganistán \| 1990[134] \| - Colombia no tiene legación ante Afganistán, sus asuntos se tramitan a través de la embajada colombiana en Washington D. C. (Estados Unidos). \| \| Arabia Saudita \| 2011[135] \| - Colombia no tiene legación ante Arabia Saudí sus asuntos se tramitan a través de su embajada en El Cairo (Egipto). \| \| Bangladés \| 1984[136] \| Relaciones Bangladés-Colombia - Colombia no tiene legación ante Bangladés sus asuntos se tramitan a través de su embajada en Nueva Delhi (India). \| \| Bután \| 2012[137] \| - Colombia no tiene legación ante Bután sus asuntos se tramitan a través de su embajada en Nueva Delhi (India). \| \| Brunéi \| 1992[138] \| - Colombia no tiene legación ante Brunéi Darussalam sus asuntos se tramitan a través de su embajada en Kuala Lumpur (Malasia). \| \| Camboya \| 1972[139] \| - Colombia no tiene legación ante Camboya la representación se asume a través de su embajada en Bangkok (Tailandia). \| \| Catar \| 1972[135] \| - Colombia no tiene legación ante Catar sus asuntos se tramitan a través de su embajada en Abu Dabi (Emiratos Árabes). \| \| China \| 1980[140] \| Relaciones China-Colombia - China está representado en Colombia a través de su embajada en Bogotá (Colombia). - Colombia está representado en China a través de su embajada en Pekín (China). - Colombia tiene representación consular en Cantón, Hong Kong y Shanghái (China). \| \| Corea del Sur \| 1962[141] \| Relaciones Colombia-Corea del Sur - Corea del Sur está representado en Colombia a través de su embajada en Bogotá (Colombia). - Colombia está representado en Corea del Sur a través de su embajada en Seúl (Corea del Sur). \| \| Emiratos Árabes Unidos \| 1976[142] \| - Colombia está representado en Emiratos Árabes Unidos a través de su embajada en Abu Dhabi (Emiratos Árabes). - Emiratos Árabes Unidos está representado en Colombia a través de su embajada en Bogotá (Colombia). \| \| Filipinas \| 1946[143] \| - Colombia está representado en Filipinas a través de su embajada en Manila (Filipinas). \| \| India \| 1959[144] \| Relaciones Colombia-India - India está representado en Colombia a través de su embajada en Bogotá (Colombia). - Colombia está representado en India a través de su embajada en Nueva Delhi (India). \| \| Indonesia \| 1980[145] \| Relaciones Colombia-Indonesia - Indonesia está representado en Colombia a través de su embajada en Bogotá (Colombia). - Colombia está representado en Indonesia a través de su embajada en Yakarta (Indonesia). \| \| Irak \| 1979[146] \| - Colombia no está representada ante Irak sus asuntos se tramitan a través de su embajada en Ankara (Turquía). \| \| Irán \| 1975[147] \| - Irán está representado en Colombia a través de su embajada en Bogotá (Colombia). - Colombia está representado ante Irán a través de su embajada en Ankara (Turquía). \| \| Israel \| 1949[148] \| Relaciones Colombia-Israel - Israel está representado en Colombia a través de su embajada en Bogotá (Colombia). - Colombia está representado en Israel a través de su embajada en Tel Aviv (Israel). \| \| Japón \| 1908[149] \| Relaciones Colombia-Japón - Japón está representado en Colombia a través de su embajada en Bogotá (Colombia). - Colombia está representado en Japón a través de su embajada en Tokio (Japón). \| \| Jordania \| N/A[150] \| - Colombia está representado ante Jordania a través de su embajada en Beirut (Líbano). \| \| Kazajistán \| 1992[151] \| - Kazajistán está representado ante Colombia a través de su embajada en La Habana (Cuba). - Colombia está representado ante Kazajistán través de su embajada en Moscú (Rusia). \| \| Kuwait \| N/A[152] \| - Colombia está representado ante Kuwait través de su embajada en Abu Dhabi (Emiratos Árabes). \| \| Kirguistán \| 1993[153] \| - Colombia está representado ante Kirguistán través de su embajada en Moscú (Rusia). \| \| Laos \| 1988[154] \| - Colombia está representado ante Laos través de su embajada en Bangkok (Tailandia). \| \| Líbano \| 1948[155] \| - Líbano está representado en Colombia través de su embajada en Bogotá (Colombia). - Colombia está representado en Líbano través de su embajada en Beirut (Líbano). \| \| Malasia \| 1987[156] \| Relaciones Colombia-Malasia - Colombia está representado ante Laos través de su embajada en Kuala Lumpur (Malasia). \| \| Mongolia \| 1988[157] \| - Colombia está representado ante Mongolia través de su embajada en Seúl (Corea del Sur). \| \| Birmania[158] \| 1988[159] \| - Colombia está representado ante Myanmar través de su embajada en Bangkok (Tailandia). \| \| Nepal \| 1987[160] \| - Colombia está representado ante Nepal través de su embajada en Nueva Delhi (India). \| \| Omán \| 1985[135] \| - Colombia está representado ante Omán través de su embajada en El Cairo (Egipto). \| \| Pakistán \| 1980[161] \| - Pakistán está representado ante Colombia través de su embajada en Brasilia (Brasil). - Colombia está representado ante Pakistán través de su embajada en Ankara (Turquía). \| \| Singapur \| 1982[162] \| - Colombia está representado en Singapur través de su embajada en Ciudad de Singapur (Singapur). \| \| Sri Lanka \| 1988[163] \| - Colombia está representado ante Sri Lanka través de su embajada en Nueva Delhi (India). \| \| Tailandia \| 2012[164] \| - Colombia está representado en Tailandia través de su embajada en Bangkok (Tailandia). \| \| Tayikistán \| 2012[165] \| - Colombia está representado ante Tayikistán través de su embajada en Moscú (Rusia). \| \| Timor Oriental \| N/A[166] \| - Colombia está representado ante Timor Oriental través de su embajada en Yakarta (Indonesia). \| \| Turkmenistán \| 1996[167] \| - Colombia está representado ante Turkmenistán través de su embajada en Moscú (Rusia). \| \| Uzbekistán \| 2012[168] \| - Colombia está representado ante Uzbekistán través de su embajada en Moscú (Rusia). \| \| Vietnam \| 1979[169] \| - Colombia está representado en Vietnam través de su embajada en Hanói (Vietnam). \| |                               | |
| País | Inicio de relaciones formales | Notas |
| Afganistán | 1990                          | - Colombia no tiene legación ante Afganistán, sus asuntos se tramitan a través de la embajada colombiana en Washington D. C. (Estados Unidos). |
| Arabia Saudita | 2011                          | - Colombia no tiene legación ante Arabia Saudí sus asuntos se tramitan a través de su embajada en El Cairo (Egipto). |
| Bangladés | 1984                          | Relaciones Bangladés-Colombia - Colombia no tiene legación ante Bangladés sus asuntos se tramitan a través de su embajada en Nueva Delhi (India). |
| Bután | 2012                          | - Colombia no tiene legación ante Bután sus asuntos se tramitan a través de su embajada en Nueva Delhi (India). |
| Brunéi | 1992                          | - Colombia no tiene legación ante Brunéi Darussalam sus asuntos se tramitan a través de su embajada en Kuala Lumpur (Malasia). |
| Camboya | 1972                          | - Colombia no tiene legación ante Camboya la representación se asume a través de su embajada en Bangkok (Tailandia). |
| Catar | 1972                          | - Colombia no tiene legación ante Catar sus asuntos se tramitan a través de su embajada en Abu Dabi (Emiratos Árabes). |
| China | 1980                          | Relaciones China-Colombia - China está representado en Colombia a través de su embajada en Bogotá (Colombia). - Colombia está representado en China a través de su embajada en Pekín (China). - Colombia tiene representación consular en Cantón, Hong Kong y Shanghái (China). |
| Corea del Sur | 1962                          | Relaciones Colombia-Corea del Sur - Corea del Sur está representado en Colombia a través de su embajada en Bogotá (Colombia). - Colombia está representado en Corea del Sur a través de su embajada en Seúl (Corea del Sur).                                                    |
| Emiratos Árabes Unidos | 1976                          | - Colombia está representado en Emiratos Árabes Unidos a través de su embajada en Abu Dhabi (Emiratos Árabes). - Emiratos Árabes Unidos está representado en Colombia a través de su embajada en Bogotá (Colombia).                                                             |
| Filipinas | 1946                          | - Colombia está representado en Filipinas a través de su embajada en Manila (Filipinas). |
| India | 1959                          | Relaciones Colombia-India - India está representado en Colombia a través de su embajada en Bogotá (Colombia). - Colombia está representado en India a través de su embajada en Nueva Delhi (India).                                                                             |
| Indonesia | 1980                          | Relaciones Colombia-Indonesia - Indonesia está representado en Colombia a través de su embajada en Bogotá (Colombia). - Colombia está representado en Indonesia a través de su embajada en Yakarta (Indonesia).                                                                 |
| Irak | 1979                          | - Colombia no está representada ante Irak sus asuntos se tramitan a través de su embajada en Ankara (Turquía). |
| Irán | 1975                          | - Irán está representado en Colombia a través de su embajada en Bogotá (Colombia). - Colombia está representado ante Irán a través de su embajada en Ankara (Turquía). |
| Israel | 1949                          | Relaciones Colombia-Israel - Israel está representado en Colombia a través de su embajada en Bogotá (Colombia). - Colombia está representado en Israel a través de su embajada en Tel Aviv (Israel).                                                                            |
| Japón | 1908                          | Relaciones Colombia-Japón - Japón está representado en Colombia a través de su embajada en Bogotá (Colombia). - Colombia está representado en Japón a través de su embajada en Tokio (Japón).                                                                                   |
| Jordania | N/A                           | - Colombia está representado ante Jordania a través de su embajada en Beirut (Líbano). |
| Kazajistán | 1992                          | - Kazajistán está representado ante Colombia a través de su embajada en La Habana (Cuba). - Colombia está representado ante Kazajistán través de su embajada en Moscú (Rusia).                                                                                                  |
| Kuwait | N/A                           | - Colombia está representado ante Kuwait través de su embajada en Abu Dhabi (Emiratos Árabes). |
| Kirguistán | 1993                          | - Colombia está representado ante Kirguistán través de su embajada en Moscú (Rusia). |
| Laos | 1988                          | - Colombia está representado ante Laos través de su embajada en Bangkok (Tailandia). |
| Líbano | 1948                          | - Líbano está representado en Colombia través de su embajada en Bogotá (Colombia). - Colombia está representado en Líbano través de su embajada en Beirut (Líbano). |
| Malasia | 1987                          | Relaciones Colombia-Malasia - Colombia está representado ante Laos través de su embajada en Kuala Lumpur (Malasia). |
| Mongolia | 1988                          | - Colombia está representado ante Mongolia través de su embajada en Seúl (Corea del Sur). |
| Birmania | 1988                          | - Colombia está representado ante Myanmar través de su embajada en Bangkok (Tailandia). |
| Nepal | 1987                          | - Colombia está representado ante Nepal través de su embajada en Nueva Delhi (India). |
| Omán | 1985                          | - Colombia está representado ante Omán través de su embajada en El Cairo (Egipto). |
| Pakistán | 1980                          | - Pakistán está representado ante Colombia través de su embajada en Brasilia (Brasil). - Colombia está representado ante Pakistán través de su embajada en Ankara (Turquía). |
| Singapur | 1982                          | - Colombia está representado en Singapur través de su embajada en Ciudad de Singapur (Singapur). |
| Sri Lanka | 1988                          | - Colombia está representado ante Sri Lanka través de su embajada en Nueva Delhi (India). |
| Tailandia | 2012                          | - Colombia está representado en Tailandia través de su embajada en Bangkok (Tailandia). |
| Tayikistán | 2012                          | - Colombia está representado ante Tayikistán través de su embajada en Moscú (Rusia). |
| Timor Oriental | N/A                           | - Colombia está representado ante Timor Oriental través de su embajada en Yakarta (Indonesia). |
| Turkmenistán | 1996                          | - Colombia está representado ante Turkmenistán través de su embajada en Moscú (Rusia). |
| Uzbekistán | 2012                          | - Colombia está representado ante Uzbekistán través de su embajada en Moscú (Rusia). |
| Vietnam | 1979                          | - Colombia está representado en Vietnam través de su embajada en Hanói (Vietnam). |

| \| País \| Inicio de relaciones formales \| Notas \| \| --------------- \| ----------------------------- \| ----------------------------------------------------------------------------------------------------------------------------------------------------------------------------------------------------------------------------------------------------------------------------------------------------------------------------------------------------------------------------------------------------------------------- \| \| Albania \| 1979[170] \| Relaciones Albania-Colombia - Albania está representada ante Colombia a través de su embajada en Brasilia (Brasil). - Colombia está representado ante Albania a través de su embajada en Roma (Italia). \| \| Alemania \| 1882[171] \| Relaciones Alemania-Colombia - Alemania está representada en Colombia a través de su embajada en Bogotá (Colombia). - Colombia está representado en Alemania a través de su embajada en Berlín (Alemania). - Colombia tiene representación consular en Fráncfort del Meno (Alemania). \| \| Andorra \| 1995[172] \| - Colombia está representado ante Andorra a través de su embajada en Madrid (España). \| \| Austria \| 1920[173] \| Relaciones Austria-Colombia - Austria está representado en Colombia a través de su embajada en Bogotá (Colombia). - Colombia está representado en Austria a través de su embajada en Viena (Austria). \| \| Armenia \| 1994[174] \| \| \| Azerbaiyán \| 1994[175] \| Relaciones Azerbaiyán-Colombia - Azerbaiyán está representada en Colombia a través de su embajada en Bogotá (Colombia). - Colombia está representado en Azerbaiyán a través de su embajada en Bakú (Arzerbaiyán). \| \| Bélgica \| 1873[175] \| Relaciones Bélgica-Colombia - Bélgica está representada en Colombia a través de su embajada en Bogotá (Colombia). - Colombia está representado en Bélgica a través de su embajada en Bruselas (Bélgica). \| \| Bielorrusia \| 1992[176] \| Relaciones Bielorrusia-Colombia - Bielorrusia está representada ante Colombia a través de su embajada en Bogotá. - Colombia está representado ante Bielorrusia a través de su embajada en Moscú (Rusia). \| \| Bulgaria \| 1973[177] \| Relaciones Bulgaria-Colombia - Bulgaria está representada ante Colombia a través de su embajada en Brasilia (Brasil). - Colombia está representado ante Bulgaria a través de su embajada en Varsovia (Polonia). \| \| Chipre \| 1966[178] \| Relaciones Chipre-Colombia - Chipre está representada ante Colombia a través de su embajada en Ciudad de México (México). - Colombia está representado ante Chipre a través de su embajada en Roma (Italia). \| \| Croacia \| 1995[179] \| Relaciones Colombia-Croacia - Croacia está representada ante Colombia a través de su embajada en Brasilia (Brasil). - Colombia está representado ante Croacia a través de su embajada en Viena (Austria). \| \| Dinamarca \| 1935[180] \| Relaciones Colombia-Dinamarca - Dinamarca está representada en Colombia a través de su embajada en Bogotá (Colombia). - Colombia está representado en Dinamarca a través de su embajada en Copenhague (Dinamarca). \| \| Eslovaquia \| 1993[181] \| Relaciones Colombia-Eslovaquia - Eslovaquia está representada ante Colombia a través de su embajada en Brasilia (Brasil). - Colombia está representado ante Eslovaquia a través de su embajada en Viena (Austria). \| \| Eslovenia \| 2004[182] \| Relaciones Colombia-Eslovenia - Eslovenia está representada ante Colombia a través de su embajada en Brasilia (Brasil). - Colombia está representado ante Eslovenia a través de su embajada en Viena (Austria). \| \| España \| 1881[183] \| Relaciones España-Colombia - España está representada en Colombia a través de su embajada en Bogotá (Colombia). - España tiene representación consular en Cartagena de Indias (Colombia). - Colombia está representado en España a través de su embajada en Madrid (España). - Colombia tiene representación consular en Barcelona, Bilbao, Las Palmas de Gran Canaria, Palma de Mallorca, Sevilla y Valencia (España). \| \| Estonia \| 1994[184] \| Relaciones Colombia-Estonia - Estonia está representada ante Colombia a través de su embajada en Washington D. C., Estados Unidos. - Colombia está representado ante Estonia a través de su embajada en Varsovia (Polonia). \| \| Finlandia \| 1954[185] \| Relaciones Colombia-Finlandia - Finlandia está representada ante Colombia a través de su embajada en Bogotá (Colombia). - Colombia está representado en Finlandia a través de su embajada en Helsinki (Finlandia). \| \| Francia \| 1830[186] \| Relaciones Colombia-Francia - Francia está representada en Colombia a través de su embajada en Bogotá (Colombia). - Colombia está representado en Francia a través de su embajada en París (Francia). \| \| Georgia \| 1997[187] \| - Georgia está representada ante Colombia a través de su embajada en Brasilia (Brasil). - Colombia está representado ante Georgia a través de su embajada en Ankara (Turquía). \| \| Grecia \| 1942[188] \| Relaciones Colombia-Grecia - Grecia está representada ante Colombia a través de su embajada en Lima (Perú). - Colombia está representado ante Grecia a través de su embajada en Roma (Italia). \| \| Hungría \| 1973[189] \| Relaciones Colombia-Hungría - Hungría está representada en Colombia a través de su embajada en Bogotá (Colombia). - Colombia está representado en Grecia a través de su embajada en Budapest (Hungría). \| \| Irlanda \| 1999[190] \| Relaciones Colombia-Irlanda - Irlanda está representada en Colombia a través de su embajada en Bogotá, Colombia. - Colombia está representado en Irlanda a través de su embajada en Dublín, Irlanda. \| \| Islandia \| 1981[191] \| - Colombia está representado ante Islandia a través de su embajada en Estocolmo (Suecia). \| \| Italia \| 1847[192] \| Relaciones Colombia-Italia - Italia está representada en Colombia a través de su embajada en Bogotá (Colombia). - Italia tiene representación consular en Barranquilla (Colombia). - Colombia está representado en Italia a través de su embajada en Roma (Italia). - Colombia tiene representación consular en Milán (Italia). \| \| Letonia \| 1995[193] \| Relaciones Colombia-Letonia - Colombia está representado ante Letonia a través de su embajada en Varsovia (Polonia). \| \| Liechtenstein \| 2001[194] \| - Colombia está representado ante Liechtenstein a través de su embajada en Berna (Suiza). \| \| Lituania \| 1993[195] \| Relaciones Colombia-Lituania - Lituania está representada ante Colombia a través de su embajada en Buenos Aires (Argentina). - Colombia está representado ante Lituania a través de su embajada en Varsovia (Polonia). \| \| Luxemburgo \| 1971[196] \| Relaciones Colombia-Luxemburgo - Colombia está representado ante Luxemburgo a través de su embajada en Bruselas (Bélgica). \| \| Malta \| 1986[197] \| Relaciones Colombia-Malta - Malta está representada ante Colombia a través de su Ministerio de Relaciones Exteriores en La Valeta (Malta). - Colombia está representado ante Malta a través de su embajada en Roma (Italia). \| \| Mónaco \| 2000[198] \| - Colombia está representado ante Mónaco a través de su embajada en París (Francia). \| \| Montenegro \| 1986[199] \| - Colombia está representado ante Montenegro a través de su embajada en Viena (Austria). \| \| Noruega \| 1935[200] \| Relaciones entre Colombia y Noruega - Noruega está representada en Colombia a través de su embajada en Bogotá (Colombia). - Colombia está representado en Noruega a través de su embajada en Oslo (Noruega). \| \| Países Bajos \| 1829[201] \| Relaciones Colombia-Países Bajos - Países Bajos está representada en Colombia a través de su embajada en Bogotá (Colombia). - Colombia está representado en Países Bajos a través de su embajada en La Haya (Países Bajos). - Colombia tiene representación consular en Ámsterdam (Países Bajos), Oranjestad (Aruba) y Willemstad (Curazao). \| \| Polonia \| 1931[202] \| Relaciones Colombia-Polonia - Polonia está representada en Colombia a través de su embajada en Bogotá (Colombia). - Colombia está representado en Polonia a través de su embajada en Varsovia (Polonia). \| \| Portugal \| 1857[203] \| Relaciones Colombia-Portugal - Portugal está representada en Colombia a través de su embajada en Bogotá (Colombia). - Colombia está representado en Portugal a través de su embajada en Lisboa (Portugal). \| \| Reino Unido \| 1825[204] \| Relaciones Colombia-Reino Unido - Reino Unido está representada en Colombia a través de su embajada en Bogotá (Colombia). - Colombia está representado en Reino Unido a través de su embajada en Londres (Reino Unido). \| \| República Checa \| 1993[205] \| Relaciones Colombia-República Checa - República Checa está representada en Colombia a través de su embajada en Bogotá (Colombia). - Colombia está representado ante la República Checa a través de su embajada en Viena (Austria). \| \| Rumania \| 1967[206] \| Relaciones Colombia-Rumanía - Rumania está representada en Colombia a través de su embajada en Bogotá (Colombia). - Colombia está representado ante Rumania a través de su embajada en Varsovia (Polonia). \| \| Rusia \| 1935[207] \| Relaciones Colombia-Rusia - Rusia está representada en Colombia a través de su embajada en Bogotá (Colombia). - Colombia está representado en Rusia a través de su embajada en Moscú (Rusia). \| \| Serbia \| 1966[208] \| Relaciones Colombia-Serbia - Serbia está representada ante Colombia a través de su embajada en Brasilia (Brasil). - Colombia está representado ante Serbia a través de su embajada en Viena (Austria). \| \| Suecia \| 1874[209] \| Relaciones Colombia-Suecia - Suecia está representada en Colombia a través de su embajada en Bogotá (Colombia). - Colombia está representado en Suecia a través de su embajada en Estocolmo (Suecia). \| \| Suiza \| 1908[210] \| Relaciones Colombia-Suiza - Suiza está representada en Colombia a través de su embajada en Bogotá (Colombia). - Colombia está representado en Suiza a través de su embajada en Berna (Suiza). \| \| Turquía \| 1959[211] \| Relaciones Colombia-Turquía - Turquía está representada en Colombia a través de su embajada en Bogotá (Colombia). - Colombia está representado en Turquía a través de su embajada en Ankara (Turquía). \| \| Ucrania \| 1994[212] \| Relaciones Colombia-Ucrania - Ucrania está representada ante Colombia a través de su embajada en Lima (Perú). - Colombia está representado ante Ucrania a través de su embajada en Varsovia (Polonia). \| |                               | |
| País | Inicio de relaciones formales | Notas |
| Albania | 1979                          | Relaciones Albania-Colombia - Albania está representada ante Colombia a través de su embajada en Brasilia (Brasil). - Colombia está representado ante Albania a través de su embajada en Roma (Italia). |
| Alemania | 1882                          | Relaciones Alemania-Colombia - Alemania está representada en Colombia a través de su embajada en Bogotá (Colombia). - Colombia está representado en Alemania a través de su embajada en Berlín (Alemania). - Colombia tiene representación consular en Fráncfort del Meno (Alemania). |
| Andorra | 1995                          | - Colombia está representado ante Andorra a través de su embajada en Madrid (España). |
| Austria | 1920                          | Relaciones Austria-Colombia - Austria está representado en Colombia a través de su embajada en Bogotá (Colombia). - Colombia está representado en Austria a través de su embajada en Viena (Austria). |
| Armenia | 1994                          | |
| Azerbaiyán | 1994                          | Relaciones Azerbaiyán-Colombia - Azerbaiyán está representada en Colombia a través de su embajada en Bogotá (Colombia). - Colombia está representado en Azerbaiyán a través de su embajada en Bakú (Arzerbaiyán). |
| Bélgica | 1873                          | Relaciones Bélgica-Colombia - Bélgica está representada en Colombia a través de su embajada en Bogotá (Colombia). - Colombia está representado en Bélgica a través de su embajada en Bruselas (Bélgica). |
| Bielorrusia | 1992                          | Relaciones Bielorrusia-Colombia - Bielorrusia está representada ante Colombia a través de su embajada en Bogotá. - Colombia está representado ante Bielorrusia a través de su embajada en Moscú (Rusia). |
| Bulgaria | 1973                          | Relaciones Bulgaria-Colombia - Bulgaria está representada ante Colombia a través de su embajada en Brasilia (Brasil). - Colombia está representado ante Bulgaria a través de su embajada en Varsovia (Polonia). |
| Chipre | 1966                          | Relaciones Chipre-Colombia - Chipre está representada ante Colombia a través de su embajada en Ciudad de México (México). - Colombia está representado ante Chipre a través de su embajada en Roma (Italia). |
| Croacia | 1995                          | Relaciones Colombia-Croacia - Croacia está representada ante Colombia a través de su embajada en Brasilia (Brasil). - Colombia está representado ante Croacia a través de su embajada en Viena (Austria). |
| Dinamarca | 1935                          | Relaciones Colombia-Dinamarca - Dinamarca está representada en Colombia a través de su embajada en Bogotá (Colombia). - Colombia está representado en Dinamarca a través de su embajada en Copenhague (Dinamarca). |
| Eslovaquia | 1993                          | Relaciones Colombia-Eslovaquia - Eslovaquia está representada ante Colombia a través de su embajada en Brasilia (Brasil). - Colombia está representado ante Eslovaquia a través de su embajada en Viena (Austria). |
| Eslovenia | 2004                          | Relaciones Colombia-Eslovenia - Eslovenia está representada ante Colombia a través de su embajada en Brasilia (Brasil). - Colombia está representado ante Eslovenia a través de su embajada en Viena (Austria). |
| España | 1881                          | Relaciones España-Colombia - España está representada en Colombia a través de su embajada en Bogotá (Colombia). - España tiene representación consular en Cartagena de Indias (Colombia). - Colombia está representado en España a través de su embajada en Madrid (España). - Colombia tiene representación consular en Barcelona, Bilbao, Las Palmas de Gran Canaria, Palma de Mallorca, Sevilla y Valencia (España). |
| Estonia | 1994                          | Relaciones Colombia-Estonia - Estonia está representada ante Colombia a través de su embajada en Washington D. C., Estados Unidos. - Colombia está representado ante Estonia a través de su embajada en Varsovia (Polonia). |
| Finlandia | 1954                          | Relaciones Colombia-Finlandia - Finlandia está representada ante Colombia a través de su embajada en Bogotá (Colombia). - Colombia está representado en Finlandia a través de su embajada en Helsinki (Finlandia). |
| Francia | 1830                          | Relaciones Colombia-Francia - Francia está representada en Colombia a través de su embajada en Bogotá (Colombia). - Colombia está representado en Francia a través de su embajada en París (Francia). |
| Georgia | 1997                          | - Georgia está representada ante Colombia a través de su embajada en Brasilia (Brasil). - Colombia está representado ante Georgia a través de su embajada en Ankara (Turquía). |
| Grecia | 1942                          | Relaciones Colombia-Grecia - Grecia está representada ante Colombia a través de su embajada en Lima (Perú). - Colombia está representado ante Grecia a través de su embajada en Roma (Italia). |
| Hungría | 1973                          | Relaciones Colombia-Hungría - Hungría está representada en Colombia a través de su embajada en Bogotá (Colombia). - Colombia está representado en Grecia a través de su embajada en Budapest (Hungría). |
| Irlanda | 1999                          | Relaciones Colombia-Irlanda - Irlanda está representada en Colombia a través de su embajada en Bogotá, Colombia. - Colombia está representado en Irlanda a través de su embajada en Dublín, Irlanda. |
| Islandia | 1981                          | - Colombia está representado ante Islandia a través de su embajada en Estocolmo (Suecia). |
| Italia | 1847                          | Relaciones Colombia-Italia - Italia está representada en Colombia a través de su embajada en Bogotá (Colombia). - Italia tiene representación consular en Barranquilla (Colombia). - Colombia está representado en Italia a través de su embajada en Roma (Italia). - Colombia tiene representación consular en Milán (Italia).                                                                                         |
| Letonia | 1995                          | Relaciones Colombia-Letonia - Colombia está representado ante Letonia a través de su embajada en Varsovia (Polonia). |
| Liechtenstein | 2001                          | - Colombia está representado ante Liechtenstein a través de su embajada en Berna (Suiza). |
| Lituania | 1993                          | Relaciones Colombia-Lituania - Lituania está representada ante Colombia a través de su embajada en Buenos Aires (Argentina). - Colombia está representado ante Lituania a través de su embajada en Varsovia (Polonia). |
| Luxemburgo | 1971                          | Relaciones Colombia-Luxemburgo - Colombia está representado ante Luxemburgo a través de su embajada en Bruselas (Bélgica). |
| Malta | 1986                          | Relaciones Colombia-Malta - Malta está representada ante Colombia a través de su Ministerio de Relaciones Exteriores en La Valeta (Malta). - Colombia está representado ante Malta a través de su embajada en Roma (Italia). |
| Mónaco | 2000                          | - Colombia está representado ante Mónaco a través de su embajada en París (Francia). |
| Montenegro | 1986                          | - Colombia está representado ante Montenegro a través de su embajada en Viena (Austria). |
| Noruega | 1935                          | Relaciones entre Colombia y Noruega - Noruega está representada en Colombia a través de su embajada en Bogotá (Colombia). - Colombia está representado en Noruega a través de su embajada en Oslo (Noruega). |
| Países Bajos | 1829                          | Relaciones Colombia-Países Bajos - Países Bajos está representada en Colombia a través de su embajada en Bogotá (Colombia). - Colombia está representado en Países Bajos a través de su embajada en La Haya (Países Bajos). - Colombia tiene representación consular en Ámsterdam (Países Bajos), Oranjestad (Aruba) y Willemstad (Curazao).                                                                            |
| Polonia | 1931                          | Relaciones Colombia-Polonia - Polonia está representada en Colombia a través de su embajada en Bogotá (Colombia). - Colombia está representado en Polonia a través de su embajada en Varsovia (Polonia). |
| Portugal | 1857                          | Relaciones Colombia-Portugal - Portugal está representada en Colombia a través de su embajada en Bogotá (Colombia). - Colombia está representado en Portugal a través de su embajada en Lisboa (Portugal). |
| Reino Unido | 1825                          | Relaciones Colombia-Reino Unido - Reino Unido está representada en Colombia a través de su embajada en Bogotá (Colombia). - Colombia está representado en Reino Unido a través de su embajada en Londres (Reino Unido). |
| República Checa | 1993                          | Relaciones Colombia-República Checa - República Checa está representada en Colombia a través de su embajada en Bogotá (Colombia). - Colombia está representado ante la República Checa a través de su embajada en Viena (Austria). |
| Rumania | 1967                          | Relaciones Colombia-Rumanía - Rumania está representada en Colombia a través de su embajada en Bogotá (Colombia). - Colombia está representado ante Rumania a través de su embajada en Varsovia (Polonia). |
| Rusia | 1935                          | Relaciones Colombia-Rusia - Rusia está representada en Colombia a través de su embajada en Bogotá (Colombia). - Colombia está representado en Rusia a través de su embajada en Moscú (Rusia). |
| Serbia | 1966                          | Relaciones Colombia-Serbia - Serbia está representada ante Colombia a través de su embajada en Brasilia (Brasil). - Colombia está representado ante Serbia a través de su embajada en Viena (Austria). |
| Suecia | 1874                          | Relaciones Colombia-Suecia - Suecia está representada en Colombia a través de su embajada en Bogotá (Colombia). - Colombia está representado en Suecia a través de su embajada en Estocolmo (Suecia). |
| Suiza | 1908                          | Relaciones Colombia-Suiza - Suiza está representada en Colombia a través de su embajada en Bogotá (Colombia). - Colombia está representado en Suiza a través de su embajada en Berna (Suiza). |
| Turquía | 1959                          | Relaciones Colombia-Turquía - Turquía está representada en Colombia a través de su embajada en Bogotá (Colombia). - Colombia está representado en Turquía a través de su embajada en Ankara (Turquía). |
| Ucrania | 1994                          | Relaciones Colombia-Ucrania - Ucrania está representada ante Colombia a través de su embajada en Lima (Perú). - Colombia está representado ante Ucrania a través de su embajada en Varsovia (Polonia). |